# 京成電鉄
京成電鉄株式会社（けいせいでんてつ、英: Keisei Electric Railway Co., Ltd.）は、千葉県市川市に本社を置く、東京都区部東部と千葉県北部に鉄道路線を有する鉄道事業者。大手私鉄の一つであり、京成グループの中核企業である。
略称は京成（けいせい）で、運営路線の起終点の頭文字である東京の「京」と成田の「成」に由来する。東京証券取引所プライム市場上場企業であり、日経平均株価の構成銘柄の一つである。

## 概要
鉄道業を本業とし、不動産事業も展開している。また、鉄道・バス・タクシーなどの交通機関を運営する京成バス・東京ベイシティ交通・北総鉄道・関東鉄道・千葉交通などの親会社であるとともに、東京ディズニーリゾート（TDR）などを運営するオリエンタルランドの筆頭株主である（「主要グループ会社」参照）。
コーポレートスローガンは「いろんな笑顔を結びたい」。マスコットキャラクターは京成パンダ。
かつての社名は京成電気軌道で、当時の英語略称は「K.D.K」(Keisei Denki Kidō)であった。また、2000年代に発売していたパスネットでの符号はKSであった。
2025年4月1日時点で178.8 kmに及ぶ営業路線を有し、路線全体の駅数は91駅（京成高砂駅を除く京成の列車が停車する北総鉄道北総線との共同使用駅となる4駅を含む）ある。
2025年4月1日に子会社の新京成電鉄を吸収合併し、営業路線が26.5 km増加して178.8 kmとなり、日本の大手私鉄では西武鉄道（西武）及び南海電気鉄道（南海）を抜いて、近畿日本鉄道（近鉄）、東武鉄道（東武）、名古屋鉄道（名鉄）、東京地下鉄（東京メトロ）に次いで第5位の路線総延長となった。駅数も22駅増えて91駅となった。
メインバンクが旧三和銀行であった時期が長かった歴史的経緯から、大手私鉄では、関西大手私鉄である阪急電鉄（阪急阪神東宝グループ）および南海と共に三和グループに属し、みどり会の会員企業であるため、旧三和銀行をルーツの一つとする三菱UFJ銀行をメインバンクとしている。京成カード（鉄道定期券、スカイライナー券）加盟店。

## 社紋・グループマーク
社紋は1909年（明治42年）の会社創立とともに初代社長となる本多貞次郎によって考案された。京成の「京」を円形に図案化し、チームワークの重要性や路線延長の将来性を象徴したものである。1964年（昭和39年）改正の新社紋は旧社紋の基本的な図形を踏襲しているが、線をより太くすることで力強い印象を与えている。
2001年（平成13年）に制定された京成グループのグループマークは「ベストマナー向上推進運動（BMK推進運動）」の一環として、グループの一体感とイメージアップを目的に導入されたものである。青（ライナーブルー）はグループの将来性と社会への貢献を、赤（ライナーレッド）は情熱と向上心を表している。
京成グループの中には新京成電鉄や京成タクシーホールディングス（現・京成電鉄タクシーホールディングス）傘下に再編される前の京成直系のタクシー各社など京成電鉄の社紋をアレンジした社紋あるいは社章を持つ会社もある。ただし、新京成電鉄とかつての新京成タクシー、およびかつての佐倉交通（後の京成タクシー佐倉、現在の京成タクシーイースト佐倉営業所）の社章はいずれも京成の社紋の中心にSが入っているがそれぞれの形状が異なる（新京成電鉄は初代を基に変形させたS、新京成タクシーは初代を基に通常のS、佐倉交通は2代目を基に通常のS）。

初代社紋
現行2代目社紋
グループロゴ
（参考）新京成電鉄社章

## 歴史

### 会社設立から成田延伸まで
日本の鉄道会社は、有名な神社・仏閣への参拝客輸送を目的として設立されたケースが少なくない。成田山新勝寺も江戸時代から多くの参拝客を集めており、1897年（明治30年）に総武鉄道佐倉駅を起点として成田鉄道（初代）が開業すると、多くの参拝者が利用した。その後、1900年代に入ると全国的に電気鉄道ブームが起きる中で、東京と成田を直結する電気鉄道が3者競願で計画されたが、後に3者は合同し1903年に東京府東京市本所区押上 - 千葉県印旛郡成田町間を軌道条例によって出願。1907年5月28日に押上 - 成田・佐倉町宮小路 - 佐倉停車場について特許を得て、1909年6月30日に京成電気軌道株式会社を設立した。日露戦争後の経済不況のなかで株式募集は難航したといわれている。
1911年11月9日に第一期工事として押上 - 市川（仮・現江戸川駅西方）・曲金（現・京成高砂） - 柴又間を着工し、翌1912年11月3日に開業した（なお、この時市川へは渡船で連絡していた）。また、これに先立つ同年4月27日には帝釈人車軌道（柴又 - 金町間）を買収。すなわち、京成最初の営業路線は人車軌道であった。
1913年10月21日に改築が完成した柴又駅 - 金町駅間を開業させ、以後1914年9月1日に江戸川駅 - 市川新田駅（現・市川真間駅）間、1915年11月3日に市川新田駅 - 中山駅間、1916年12月28日には中山駅 - 船橋駅間と延伸を繰り返した。
船橋から先はまず県都・千葉を目指すこととし、1921年7月17日に船橋駅 - 千葉駅（後の京成千葉駅、現・千葉中央駅）間が開業。当時の京成の千葉駅は現在の千葉中央公園の位置にあって、千葉市の中心部には省線の千葉駅よりも近く、1935年（昭和10年）7月1日に省線が電化されるまでは利用客数で圧倒的優位に立っていた。
1925年10月には本来の目的地・成田への延伸に着手。翌1926年12月9日に津田沼駅 - 酒々井駅間、24日には酒々井駅 - 成田花咲町駅（仮駅）間を開業し、ここに東京と成田までが結ばれることとなった。なお、成田の駅の位置を巡っては新勝寺門前により近いところへの設置を画策して成田電気軌道（旧・成宗電気軌道）を買収（1925年）してその線路を接続する案もあったが、成田山門前の商店街の猛反発に折れ、1930年（昭和5年）4月25日に現在の位置に京成成田駅を設置した。

### 都心延伸から終戦まで
東京側のターミナル駅となっていた押上は、京成開業後発展していたものの、都心へは市電の乗り換えを必要とし、押上 - 浅草間の路線延長を計画した。しかし京成に隣接する東武が隅田川を越えて浅草花川戸地区への路線延長を計画すると京成側でも、これを計画して東武との競願になった。そして、1928年（昭和3年）9月に京成が自社に有利になるように東京市会議員に働きかける中で不正資金供与に発展した京成電車疑獄事件が発覚し、社長・専務ら会社幹部が逮捕される事態となり、結果的に浅草延伸は断念に追い込まれた。
その後、日暮里 - 筑波に鉄道敷設免許を有していた筑波高速度電気鉄道を東武との競合の末に1930年（昭和5年）10月21日に吸収合併。その免許を利用する形で翌1931年（昭和6年）12月19日に青砥駅 - 日暮里駅間、1933年（昭和8年）12月10日に日暮里駅 - 上野公園駅（現・京成上野駅）間を開業。念願であった都心延伸を果たした。また日暮里駅 - 上野駅間は上野公園下の地下線となったが、これは東京の郊外電車としては初のケースとなった。
この頃、1928年（昭和3年）4月7日には白鬚線（向島駅 - 白鬚駅間）を開業した。白鬚橋を渡って三ノ輪橋で王子電気軌道（現・都電荒川線）と結ぶ計画もあったが、上野延伸と引き換えの形で1936年（昭和11年）2月28日に廃止された。また、1927年（昭和2年）8月21日には谷津支線（京成花輪駅〈現・船橋競馬場駅〉 - 谷津遊園地駅間）を開業したが、後に谷津海岸駅（現・谷津駅）からの道路が開通したために1931年10月27日に休止、1934年（昭和9年）6月22日に廃止されている。
創業時から兼業として電灯電力供給事業、その後バス事業や土地分譲、谷津遊園の開設などが行われていたが、昭和恐慌での経営不振の打開策として、東京電燈から千葉県及び茨城県の一部の電灯電力供給事業を譲受すべく交渉。1934年（昭和9年）11月9日に当事者同士での契約調印がなされたが、監督官庁の逓信省が認可しなかったため不成立に終わった。しかし、資金・人材の手当は済んでいたこともあり、ここから積極的な兼業展開を展開することとなる。1936年（昭和11年）には幕張に畜産加工工場を設立して「京成ハム」「京成ソーセージ」などの商品名で精肉・加工肉製造販売や「京成シミトール」（湿布薬）などといった薬品を直営で販売。1938年（昭和13年）には帝都タクシーを設立、梅鉢車輛（後の帝國車輛工業）を系列化。これ以外にも、百貨店経営や大日本東京野球倶楽部（東京読売巨人軍の前身）への出資（筆頭株主であった）などが行われていた。
その後、太平洋戦争下の1942年（昭和17年）には電灯電力供給事業を関東配電（東京電力の前身）に譲渡。また陸上交通事業調整法の下で常磐線以南のエリアの統合中核企業とされたが、系列下にあった総武鉄道（2代）は東武に、城東電気軌道は東京市電に統合されたためバス会社の統合のみが行われた。この時総武鉄道（2代）を喪失したことが戦後新京成電鉄を設立する動機になったといわれている。併せて千葉県下の成田鉄道（2代）・小湊鉄道・九十九里鉄道が京成の資本系列下に入り、戦後に千葉県下全域へ事業を拡大する基盤を得ることとなった。
また1943年（昭和18年）には海軍省・鉄道省の命令により、日本占領下インドネシアのセレベス島（現：スラウェシ島）における全長77 km（マカッサル - トンドンクラ間。後にバンテモロンまでの72.7 kmに短縮）の鉄道建設・経営を請け負うこととなり、京成の出資で設立されたセレベス開発鉄道を介して用地取得や突貫工事を敢行、翌1944年（昭和19年）8月17日にマカッサル寄りの8.6 kmを完成させた。さらに同年11月には南西方面海軍民政府よりボルネオ島での42 km（ネガラ - マングナン間）の鉄道建設も命じられ、セレベス島での人員資材を割いて10 kmの線路を敷設したものの、終戦によりいずれの鉄道も放棄された。
その他戦時中特筆することとしては、日暮里駅 - 上野公園駅間が当時の運輸省の接収を受けたことであろう。戦争末期に空襲が激しくなってきたことに伴い、運輸省の疎開先として上野公園下の地下トンネルに目を付けられたのだったが、ほとんど機能しないまま間もなく終戦を迎えることとなる。また、終戦直前の1945年（昭和20年）6月25日には、社名を京成電鉄株式会社に改めている。

### 戦後から高度経済成長期まで

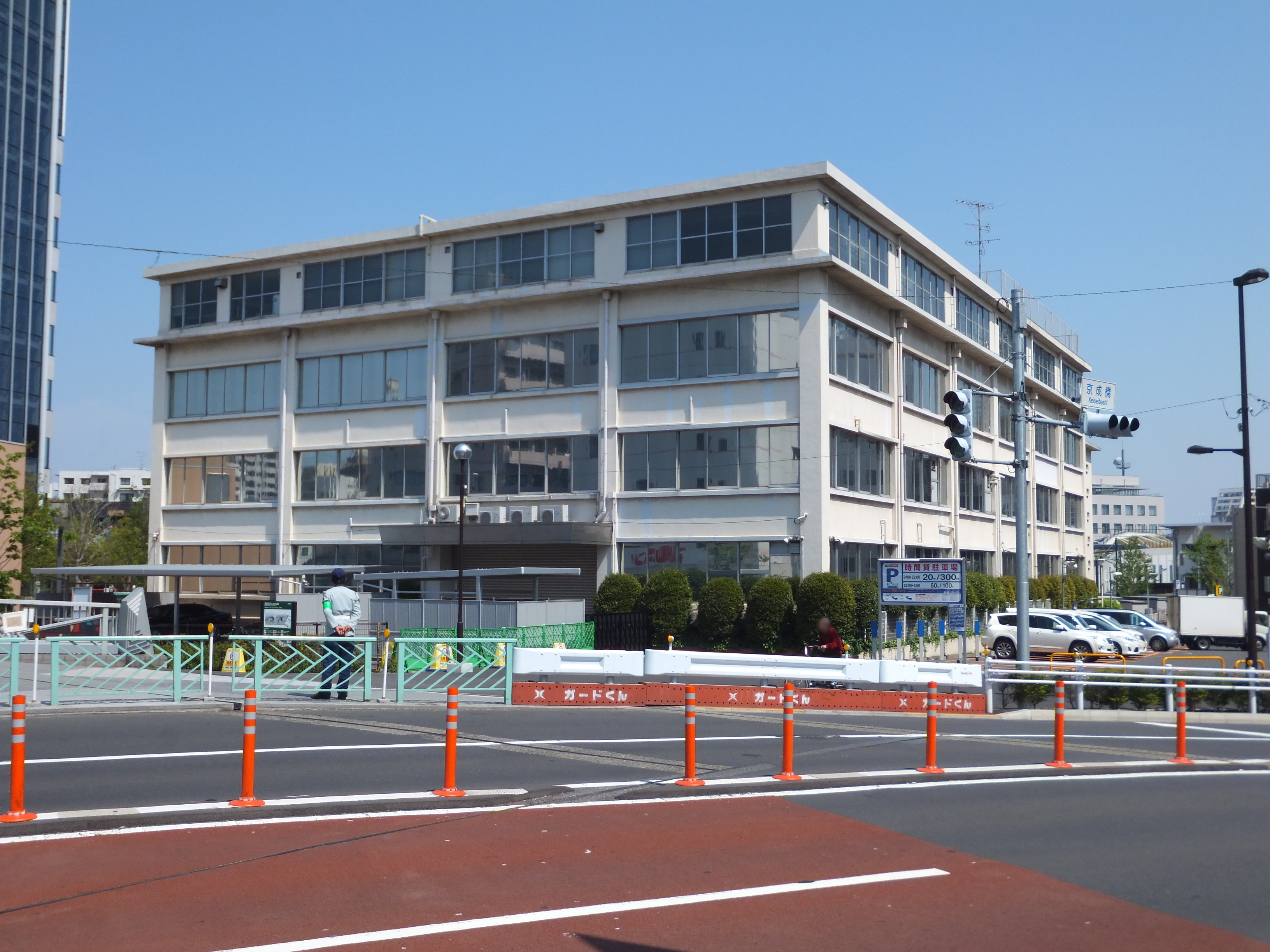
1967年から2013年まで使用された東京都墨田区の旧本社ビル（2013年5月）

戦後、労働組合が結成される中、1945年（昭和20年）12月11日、京成電鉄争議が発生。業務や運賃管理などが争点となり、同年12月29日に解決した。
沿線の下総台地にあった陸軍施設が軍隊解散とともに民間施設に転用された。中でも千葉県下の津田沼には鉄道連隊が設置され、演習線が津田沼を起点に県内の松戸に延びていた。この演習線跡地に目を付けた京成電鉄は仮称「下総電鉄」を設立して、連合軍総司令部 (GHQ)・運輸省への払い下げ交渉を開始した。西武との激しい競合の末に1946年（昭和21年）3月に転用許可を、8月には路線免許を獲得。10月には正式に新京成電鉄を創立して新線開業を押し進めることとなった。
また、交通統制が緩んだこの時期に東京の電鉄各社は都心延伸の免許申請を行った。しかし、電鉄各社や営団、東京都との利害が輻輳し、京成でも1950年（昭和25年）8月に押上 - 有楽町間の免許申請を行ったものの、1957年（昭和32年）6月に運輸省の行政指導で「地下鉄網の建設・運営は『営団』『東京都』が担当」「各電鉄は地下鉄に相互乗り入れ運転」の方針が決定される。京成電鉄は京浜急行電鉄（京急）とともに東京都が担任する1号線（現・浅草線）に相互乗り入れすることとなったが、京成と京急の間では軌間の違い（京成1372 mm / 京急1435 mm）が最大の問題となった。
京成・京急・都の3者での協議の結果、軌間は1435 mmに決定。そのため、京成電鉄では全線を11工程13工区に分けて改軌工事を実施、運転を継続したまま1959年（昭和34年）10月9日夜から12月1日朝までの50日間にわたって工事を行った。また、同年2月には押上駅の地下移設工事に着工し、翌1960年（昭和35年）11月30日に現在の新駅が営業開始、予定の12月1日より3日遅れの4日午後より1号線押上駅 - 浅草橋駅の開業によって初の郊外電車 - 地下鉄の相互乗り入れが行われることとなった。
戦災にあった千葉市は、戦後の戦災復興都市計画により抜本的な区画整理が行われ、この時に国鉄・京成電鉄の路線変更および両者の千葉駅の移転も行われることとなった。京成千葉駅（現・千葉中央駅）が現在地に移転して仮開業したのは1958年（昭和33年）2月10日である。
1960年（昭和35年）前後には千葉・茨城県下の交通各社を系列下に収めるべく、1959年（昭和34年）5月に常総筑波鉄道、11月には鹿島参宮鉄道（以上2社は後の関東鉄道）、1960年（昭和35年）11月には銚子電気鉄道（千葉交通の傘下に）の各鉄道や周辺バス会社を傘下に収めていった。同じ頃には兼業部門の拡充を再開。流通部門では京成百貨店の開業（1963年）や京成ストアの設立、不動産部門ではオリエンタルランド（1960年）や京成不動産（1971年・不動産部の独立）、谷津遊園の拡充や京成ホテルの設立などが行われた。

### 成田空港乗り入れと経営危機から再建まで
1970年代に入ると、1969年の営団（現：東京メトロ）東西線西船橋駅延伸や1972年の総武本線東京駅 - 津田沼駅間複々線化（総武快速線）開業といった競合路線の新設や輸送力の増強によって旅客を奪われるようになり、交通事業での収益を上げることが難しくなっていった。このため、収益源を兼業部門に求める傾向がますます強くなり、特に沿線を離れた東北地方や北海道での土地買収・開発を押し進めていった。具体的には、常磐急行交通（1962年〈昭和37年〉）での長距離バス進出（新橋 - 日立）、いわき貨物自動車（1962年系列化）・日本陸運（後に「みちのく急送」に改称、1964年系列化）での陸送部門での関与、さらには南部縦貫鉄道へも資本参加している。
また、ニュータウンの交通機関として新線建設を目的とした会社に相次いで出資した。1972年（昭和47年）には北総開発鉄道（現・北総鉄道）、1973年（昭和48年）には千葉急行電鉄（1998年解散、現在の京成千原線を経営）、遅れて1981年（昭和56年）には東葉高速鉄道が対象となった。そして、1966年（昭和41年）に建設が決定した新東京国際空港（成田空港）へのアクセスを目指し、1968年（昭和43年）12月に新線免許を申請した。しかし、運輸省と新東京国際空港公団（ともに当時）が空港ターミナルビル地下への乗り入れを拒否した（当時予定されていた成田新幹線との兼ね合いもあった）。結局、第1・第2ターミナルビルの中間に駅を設置（空港通勤者の交通機関という位置付けとされた）することとなり、1970年（昭和45年）11月に着工、突貫工事により1972年11月には建設工事を終了し、1973年2月には習熟運転も始まった。しかし、反対運動による開港の延期で6年あまり営業できない期間が続いた。都心側でも、京成上野駅の改良工事が1973年6月から1976年7月まで行われた。
こういった大型投資を繰り広げている最中にオイルショックに見舞われた。1977年（昭和52年）度決算ではついに無配に転落。空港新線が開業できなかったことも一因としてあるが、とりわけ積極的な土地投資が裏目に出て、土地評価額の下落と金利負担が経営を圧迫、ついには累積赤字が1980年（昭和55年）度上半期で133億円、1983年（昭和58年）度下半期で281億円に達し経営危機となったことで、1980年より1990年までの10年間にわたって、戦後の大手私鉄では唯一味わうこととなる暗黒時代を迎えることとなった。
1980年（昭和55年）10月に経営再建計画を策定、25%に上る人員削減といった徹底した合理化と系列百貨店閉鎖などの兼業整理、谷津遊園跡地や津田沼の車両工場などの資産処分を次々と行った。また、同年3月には日本民営鉄道協会からも脱退（再建後の1990年4月に復帰）し、春闘の賃上げ交渉も独自に行うなど、なりふり構わぬ経営再建を図った。このため、1980年代前半までは労働組合による単独のストライキが頻発することもあったが、傘下のオリエンタルランドが東京ディズニーランドの招致に成功したことや、リストラ策が功を奏して経営が好転した。1988年（昭和63年）度上半期に12年ぶりの経常利益を計上、1989年度上半期には累積赤字を解消。下半期には株式配当も復活し、ようやく経営危機からの復活を果たすこととなった。

### 再建から発展へ
1980年代後半以降、成田空港のアクセスを巡っては、開港後も駅の立地の悪さから離れた場所で苦戦を強いられ、投資が回収できない状態が続いた。しかし、高速道路の渋滞によりリムジンバスの遅延が慢性化するようになったため、当時の運輸大臣石原慎太郎の意向もあって、1988年（昭和63年）になって空港アクセス鉄道建設に対して真剣に検討が行われた。この結果、1991年（平成3年）3月19日に東日本旅客鉄道（JR東日本）と共同でのより空港に近い成田空港駅への乗り入れが実現し、利便性が向上した（旧来の成田空港駅は東成田駅に名称変更）。
21世紀に入り、鉄道部門では新型車両の導入や駅員の大量募集といった積極経営を行っている。駅員募集は毎年のように行われており、数多くの人数を受け入れている。また、M&Aの動きが活発化する中で、高い資産価値を持つオリエンタルランドに対して簿価の小さい京成電鉄が親会社となっていることへの懸念が指摘されており、2008年6月に株式の敵対的買収に対する防衛策を導入した（2019年に廃止）。
そして、2010年（平成22年）7月17日には成田スカイアクセス（成田空港線）が開業した。日暮里 - 空港第2ビル間を北総線経由で最速36分で結ぶことになり、成田空港へのアクセスの利便性がさらに向上した（後述の路線の節も参照）。また、同日からは京成線各駅と北総鉄道・芝山鉄道で一斉に駅ナンバリングを導入した。京成電鉄では「京成」を示す「KS」と2桁の数字の組み合わせで駅を識別する。ただし、既に北総鉄道北総線として開業済みの新柴又駅 - 印旛日本医大駅間は京成としての駅ナンバリングの対象からは除外され、押上線押上駅は都営地下鉄浅草線の駅ナンバリングとして付与されている「A20」と京成の駅ナンバリングとして付与される「KS45」を併記している。また、乗り入れ先のうち新京成電鉄は導入されていなかったが4年後の2014年2月23日に導入された。なお京急は3か月遅れの10月21日（羽田空港国際線ターミナル駅開業日）に導入している。当時は、東京メトロ以外の大手私鉄が全線全駅で駅ナンバリングを導入するのは京成電鉄が初めてであった。京成電鉄が導入する以前に大手私鉄他社では、東京メトロのほか、近鉄が2006年にけいはんな線のみに導入していた程度であった。
東京都墨田区押上にある本社の老朽化に伴い、2013年9月17日に本社を千葉県市川市八幡に移転した。新社屋は本線京成八幡駅・都営地下鉄新宿線本八幡駅の両駅前の再開発地区（八幡三丁目2番1号の旧・京成百貨店跡地）に建設された。

### 年表
- 1909年（明治42年）6月30日 - 京成電気軌道創立。
- 1912年（大正元年）
  - 4月27日 - 帝釈人車軌道を買収。
  - 11月3日 - 押上駅 - 市川駅（仮）間、曲金駅（現・京成高砂駅） - 柴又駅間開業。
- 1913年（大正2年）10月21日 - 金町線全通。旧帝釈人車軌道を改築。
- 1914年（大正3年）9月1日 - 江戸川駅 - 市川新田駅（現・市川真間駅）間開業。
- 1915年（大正4年）11月3日 - 市川新田駅 - 中山駅間開業。
- 1916年（大正5年）12月28日 - 中山駅 - 船橋駅間開業。
- 1921年（大正10年）7月17日 - 船橋駅 - 千葉駅間開業。千葉線が全通。
- 1925年（大正14年）9月 - 成宗電気軌道を買収。
- 1926年（大正15年）
  - 12月9日 - 津田沼駅 - 酒々井駅間開業。
  - 12月24日 - 酒々井駅 - 成田花咲町駅間開業。
- 1927年（昭和2年）8月21日 - 谷津支線開業。
- 1928年（昭和3年）
  - 3月 津田沼駅 - 成田花咲町駅間[注釈 11]を除く全線の架線電圧を600Vから1200Vに昇圧。これにより、全線の架線電圧が1200Vとなる。
  - 4月7日 - 白鬚線開業。
  - 9月26日 - 京成電車疑獄事件発覚。
- 1930年（昭和5年）
  - 4月25日 - 成田花咲町駅 - 京成成田駅間開業。押上駅 - 成田駅間が全通。
  - 10月21日 - 筑波高速度電気鉄道を吸収合併。
- 1931年（昭和6年）
  - 10月27日 - 谷津支線休止（1934年6月22日廃止）
  - 12月19日 - 青砥駅 - 日暮里駅間開業。
- 1933年（昭和8年）12月10日 - 日暮里駅 - 上野公園駅（現・京成上野駅）開業。
- 1936年（昭和11年）2月28日 - 白鬚線廃止。
- 1945年（昭和20年）
  - 2月20日 - 全線を軌道法に基づく軌道から地方鉄道法に基づく鉄道に変更。
  - 6月10日 - 日暮里駅 - 上野公園駅運転休止。運輸省疎開のためトンネルが地下指令室として接収された。
  - 6月25日 - 京成電鉄に社名変更。
  - 10月1日 - 接収解除により日暮里駅 - 上野公園駅間運転再開。
- 1951年（昭和26年）12月17日 - 津田沼駅以西の全線の架線電圧を1500Vに昇圧（1952年7月10日に全線昇圧）。
- 1958年（昭和33年）2月10日 - 新千葉駅 - 千葉駅間の路線を変更し、千葉駅を現在地に移転して仮開業（正式開業は6月14日）。
- 1959年（昭和34年）10月9日 - 12月1日 全線を11区間に分けて軌間を1372 mmから1435 mm（標準軌）に順次変更。
- 1960年（昭和35年）12月4日 - 押上駅 - 東中山駅間で都営1号線（現：浅草線）との相互直通運転開始。日本初の私鉄と公営地下鉄との相互直通運転。
- 1967年（昭和42年）
  - 本社を上野から押上に集約移転する。
  - 12月31日 - 6両編成運転を開始する。5両編成以上での運転開始は、大手私鉄では最も遅かった。
- 1973年（昭和48年）
  - 6月16日 - 12月15日 京成上野駅改良工事に伴い、日暮里駅 - 上野駅間運休（1976年7月14日竣工）。
  - 12月30日 - AE形（初代）を使用した「特急」を京成上野駅 - 京成成田駅間で運行開始。
- 1978年（昭和53年）5月21日 - 成田駅 - 成田空港駅（初代、現・東成田駅）間開業。スカイライナー運行開始。
- 1991年（平成3年）
  - 3月19日 - 成田空港高速鉄道駒井野分岐部 - 現・成田空港駅間開業[15][16]。空港ターミナルビル乗り入れを開始[15][16]。
  - 3月31日 - 北総開発鉄道京成高砂駅 - 新鎌ヶ谷駅間開業により4者相互乗り入れ開始。
- 1992年（平成4年）4月1日 - 千葉急行電鉄千葉中央駅 - 大森台駅間が開業し、直通運転開始[22]。
- 1993年（平成5年）9月1日 - 駅構内を終日禁煙とする[23][24]。
- 1994年（平成6年）11月22日 - スカイライナーの累計乗客数が5000万人に到達[25][26]。
- 1995年（平成4年）5月1日 - 自動車営業部成東営業所を分社化し、「ちばフラワーバス」として営業を開始[27]。
- 1997年（平成9年）
  - 6月29日 - 全線に列車運行管理システム (TTC) を導入[28][29][30]。
- 1998年（平成10年）
  - 3月28日 - バス共通カードを一部で導入開始[31]。
  - 10月1日 - 千葉急行電鉄の路線を引き継ぎ千原線とする[32][33][注釈 12]。
  - 11月18日 - 成田空港 - 羽田空港間でエアポート特急の直通運転を開始[34]。
- 1999年（平成11年）1月1日 - ベビーカーの利用を解禁[35]。
- 2000年（平成12年）10月14日 - 共通乗車カードパスネット導入。
- 2002年（平成14年）10月27日 - 芝山鉄道東成田駅 - 芝山千代田駅間開業[36]。東成田線との直通運転開始[36]。
- 2003年（平成15年）
  - 2月1日 - 3000形（2代）営業運転開始[37]。
  - 10月1日 - バス部門を分社化[38]。
- 2006年（平成18年）
  - 12月10日 - 新京成電鉄から千葉線への乗り入れ再開[39]。「快速特急」運転開始[40]。
  - 12月27日 - 近畿日本ツーリストと業務提携。
- 2007年（平成19年）
  - 3月18日 - PASMOを導入開始[41][42]。同時にSuicaとの相互利用[42]と京成カード（PASMO連帯クレジットカード）の発行を開始。
  - 7月31日 - スカイライナーの累計乗客数が1億人に到達[43]。
  - 10月1日 早期地震警報システムを運用開始[44]。
- 2008年（平成20年）1月10日 - PASMOの普及に伴い、この日の終電をもって共通乗車カードパスネットの発行・発売を終了。3月14日には自動改札機での使用も終了。
- 2009年（平成21年）6月30日 - 京成電鉄が前身の京成電気軌道として設立して以来、創立100周年を迎える[45]。記念として3300形の一部編成を懐かしの塗装に復刻する企画が行われ、青電塗装が同日に、赤電塗装が8月25日に、ファイヤーオレンジ塗装が9月20日に復活した。
- 2010年（平成22年）
  - 7月17日
    - 成田空港線（成田スカイアクセス線）開業[19][注釈 13]。同時に新型スカイライナーAE形（2代）による160 km/h運転を開始[19]。同じくモーニングライナー・イブニングライナーをスカイライナーと同じくAE形（2代）での運行を開始。これまでのスカイライナー車両AE100形を用いたシティライナー運行開始。
    - 京成電鉄・北総鉄道のグループ2社と芝山鉄道で駅ナンバリングを一斉導入[20][注釈 14]。車内LED・LCDでの案内表示は、羽田空港国際線ターミナル駅開業に伴う京急の駅ナンバリング導入に合わせて10月21日より開始。
    - 制服を山本寛斎がデザインしたものにリニューアル。
- 2013年（平成25年）
  - 3月23日 - 交通系ICカード全国相互利用サービス開始により、京成線でKitaca・manaca・TOICA・ICOCA・PiTaPa・nimoca・はやかけん・SUGOCAが利用可能になる。
  - 9月17日 - 本社を千葉県市川市八幡（京成八幡駅前）に移転[21]。本店の登記も同地に移転[21]。
- 2014年（平成26年）9月 - 韓国のKORAIL空港鉄道（現：空港鉄道）との連携合意書を締結[46][47]。
- 2015年（平成27年）12月5日 - 旧本社跡地に「押上ビル」を開設[48]。
- 2017年（平成29年）3月2日 - オリエントコーポレーションと提携し、京成カード（オリコ）の会員募集を開始[49]。これにより、京成カードは三菱UFJニコスおよびオリコの2社からの発行という形態となる。
- 2018年（平成30年）
  - 4月19日 - 旧博物館動物園駅駅舎が東京都選定歴史的建造物に選定。
  - 5月31日 - 台湾の桃園捷運（桃園捷運公司）と連携協定締結。翌6月1日より台湾観光局のラッピング列車運行を発表[50]。
  - 10月3日 - 10月5日 - 塩害の影響とみられる送電線からの出火で停電が発生。これにより、10月3日と4日は本線と千葉線で運休[51]。さらに、10月5日は全営業路線で運休し[52]、終日運転を見合わせた区間もあった[53]。10月6日の始発から復旧[53]。
  - 11月2日 - 旧博物館動物園駅駅舎改修が完成し式典を開催。
- 2019年（令和元年）10月26日 - 3100形（2代）営業運転開始[54]。
- 2021年（令和3年）4月17日 - 全線で空間波式デジタル列車無線の使用を開始[注釈 15][広報 8]。
- 2022年（令和4年）
  - 9月1日 - 新京成電鉄を簡易株式交換により、完全子会社化[広報 9]。
  - 11月26日 - 金町線・千原線・東成田線でワンマン運転を開始[広報 10]。
- 2023年（令和5年）
  - 4月1日 - 新京成グループの新京成フロンティア企画を京成エージェンシーに吸収合併させ京成フロンティア企画に、同じくエスピー産業、エスケーサービス、新京成エステートを京成不動産に吸収合併させ同社駐車場事業部、駐輪場事業部、プロパティマネジメント事業部にそれぞれ再編。
  - 4月22日 - 列車無線を空間波式デジタルに移行完了[注釈 16][広報 11]。
- 2024年（令和6年）
  - 2月29日 -  回数乗車券（通学用割引、身体障がい者用・知的障がい者用回数乗車券を除く）の発売を終了[55]。
  - 10月31日 - イオンとの間で資本業務提携を締結。不動産の情報やノウハウを共有し、イトーヨーカドー津田沼店跡地の再開発や小売り事業などで協業する[56][57]。
  - 11月1日
    - 休眠会社である昭和タクシーを京成電鉄バスホールディングスに商号変更[広報 12][58]。
    - 京成電鉄茨城ホールディングスを設立[広報 13][59]。
- 2025年（令和7年）
  - 2月22日 - 3200形（2代）営業運転開始[60]。
  - 3月1日 - 京成タクシーホールディングスを京成電鉄タクシーホールディングスに商号変更し、京成グループ内のタクシー事業者のうち小湊鉄道傘下もしくは茨城県下にない事業者を同社傘下に集約し再編[広報 14]。
  - 4月1日
    - 子会社の新京成電鉄を吸収合併[広報 3][広報 4]。新京成線は名称を松戸線に変更[広報 15][61]。
    - 京成グループのバス事業者のうち小湊鉄道傘下もしくは茨城県下にない事業者を京成電鉄バスホールディングス傘下に集約。このうち、京成バスと東京BRT以外の事業者を4社に再編[広報 12]。
    - 京成グループの茨城県下の事業者を京成電鉄茨城ホールディングス傘下に集約[広報 13]。
- 2026年（令和8年）4月1日（予定） - 京成バスを京成電鉄バスホールディングス傘下の各社に分割[広報 12]。

## 歴代社長
| 代 | 氏名       | 任期            | 備考・功績                                               |
| -- | ---------- | --------------- | -------------------------------------------------------- |
| 1  | 本多貞次郎 | 1909年 - 1936年 |                                                          |
| 2  | 後藤圀彦   | 1936年 - 1946年 | 京成電鉄の礎を築いた。                                   |
| 3  | 吉田秀弥   | 1946年 - 1955年 | 鉄道連隊演習線の払い下げを受け、新京成電鉄を発足させた。 |
| 4  | 大山秀雄   | 1955年 - 1958年 |                                                          |
| 5  | 川﨑千春   | 1958年 - 1979年 | 歴代社長中で最長の在任期間（21年）であった。             |
| 6  | 佐藤光夫   | 1979年 - 1986年 | 元運輸事務次官で、初の外部招聘者。経営再建を成功させた。 |
| 7  | 村田倉夫   | 1986年 - 1992年 | 佐藤とともに経営再建にあたった。                         |
| 8  | 妹尾弘人   | 1992年 - 1998年 | 京成電鉄の経営自立とグループの強化に貢献。               |
| 9  | 大塚弘     | 1998年 - 2004年 | 京成電鉄の経営自立とグループの強化に貢献。               |
| 10 | 花田力     | 2004年 - 2011年 | 成田スカイアクセス線開業準備などにあたった。後に相談役。 |
| 11 | 三枝紀生   | 2011年 - 2017年 |                                                          |
| 12 | 小林敏也   | 2017年 - 2025年 |                                                          |
| 13 | 天野貴夫   | 2025年 - 現職   |                                                          |

## 鉄道事業

### 路線

#### 現有路線
2025年4月1日時点で次の8線区 178.8 km を有する。
| 路線名                              | 路線 記号 | 運賃 区分 | 区間                      | 駅数 | 営業キロ （重複除く） | 備考 |
| ----------------------------------- | --------- | --------- | ------------------------- | ---- | --------------------- | --- |
| 本線                                | KS        | 本線群    | 京成上野駅 - 成田空港駅   | 42   | 69.3 km               | 駒井野信号場 - 成田空港駅間（1.5 km）は第二種鉄道事業（成田空港高速鉄道が第三種）。 |
| 成田空港線 （成田スカイアクセス線） | KS        | 空港線    | 京成高砂駅 - 成田空港駅   | 5    | 51.4 km (49.9 km)     | 本線接続点 - 成田空港間は本線と重複 全線が第二種鉄道事業（京成高砂駅 - 小室駅は北総鉄道が第一種、小室駅 - 印旛日本医大駅間は千葉ニュータウン鉄道が第三種、印旛日本医大駅 - 接続点間は成田高速鉄道アクセスが第三種、接続点 - 成田空港駅間は成田空港高速鉄道が第三種）。 |
| 押上線                              | KS        | 本線群    | 押上駅 - 青砥駅           | 5    | 5.7 km                | - |
| 金町線                              | KS        | 本線群    | 京成高砂駅 - 京成金町駅   | 2    | 2.5 km                | 京成高砂駅 - 柴又駅間（1.0 km）の複線は単線並列 |
| 千葉線                              | KS        | 本線群    | 京成津田沼駅 - 千葉中央駅 | 9    | 12.9 km               | - |
| 千原線                              | KS        | 千原線    | 千葉中央駅 - ちはら台駅   | 5    | 10.9 km               | 旧・千葉急行電鉄千葉急行線 |
| 東成田線                            | KS        | 本線群    | 京成成田駅 - 東成田駅     | 1    | 7.1 km (1.1 km)       | 京成成田駅 - 駒井野信号場間（6.0 km）は本線と重複 |
| 松戸線                              | KS        | 松戸線    | 京成津田沼駅 - 松戸駅     | 22   | 26.5 km               | 旧・新京成電鉄新京成線 |
| 合計                                | 合計      | 合計      | 合計                      | 91   | 178.8 km              | |

路線図

本線の海神駅 - 船橋競馬場駅間にて高架化工事が進められ、2004年11月27日より海神駅 - 船橋競馬場駅間の上り線、2006年11月25日より同下り線がそれぞれ高架化された。押上線では、押上駅 - 八広駅間が2015年8月22日に高架化工事が完了した。2021年時点で、押上線の四ツ木駅 - 青砥駅間で高架化工事が行われている。
本線の青砥駅 - 京成上野駅間は筑波高速度電気鉄道の免許を買収してその免許を利用して敷設したものだが、元々、上野には押上から浅草を経て行く計画だった。しかし、先に東武に浅草延伸が認められたため、焦った京成は東京市会有力者を巻き込んだ京成電車疑獄事件を引き起こしてしまい、この計画は頓挫した。仕方なく王子電気軌道との接続を目指して白鬚線を建設するなどしたが、会社合併を持ち掛けた筑波高速度電気鉄道からの話に乗る形で、やや遠回りではあるが現行の日暮里駅経由の経路で上野乗り入れを果たした（白鬚線は後に廃止される）。京成上野駅付近のトンネルは当時御料地であった上野公園の下を通過することから、御前会議にまでかけられた。その他の筑波高速の免許線については「もし、戦争がなかったら筑波にも延伸する予定」と社史などに書かれているが、実際には戦前に免許が放棄されている（現在の茨城県石岡市における気象庁地磁気観測所の存在も問題ではある）。
成田空港線のうち北総鉄道北総線との共用区間である京成高砂駅 - 印旛日本医大駅間を成田空港線の列車として京成乗務員が運転する場合は京成側の運転規定が適用され、北総線の列車として北総鉄道の乗務員が運転する場合は北総鉄道の運転規定が適用される。

#### 廃止路線
- 白鬚線：向島駅 - 白鬚駅間 1.4 km - 1928年4月7日開業、1936年1月27日廃止。駅は向島・長浦・京成玉ノ井・白鬚の4駅。
- 谷津支線：京成花輪駅（現・船橋競馬場駅） - 谷津遊園地駅間 1.1 km - 1927年8月21日開業、1931年休止、1934年廃止。途中駅は無し。

#### 未成線
- 谷津遊園駅 - 船橋ヘルスセンター駅間 1.7 km：九十九里鉄道の車両・施設を使用する予定だった。
- 千葉寺駅 - 東陽町駅間：『京成電鉄55年史』に記載[63]。後に国鉄がほぼ同じルートで東京外環状線構想の一環として京葉線を計画した。東京ディズニーランド（オリエンタルランド）は、当初この新線の沿線開発の一環として誘致するとされていた。
- ちはら台駅 - 海士有木駅間 8.2 km：千葉急行電鉄から路線を引き継いだ際に、同時に未開業区間の事業免許も引き継いだが、凍結状態となっている。着工期限は2029年（令和11年）10月14日 [64]。
- 浅草線：京成曳舟駅 - 浅草駅間 2.3 km
- 筑波高速度電気鉄道：日暮里駅 - 筑波山駅間 65.2 km
- 梅島線：千住大橋駅 - 西新井駅間 3.7 km
- 松戸線：青砥駅 - 松戸駅間 6.3 km
- 押上駅 - 京成有楽町駅間 7.6 km

### 他事業者線との直通運転

#### 相互直通運転
以下の路線と相互直通運転が行われている。5事業者間で直通運転を行っている。
- 押上駅経由で押上線と都営浅草線
  - （都営浅草線泉岳寺駅経由で）京急本線・空港線・逗子線・久里浜線
- 京成高砂駅経由で京成本線と北総鉄道北総線
- 東成田駅経由で京成東成田線と芝山鉄道線

京成の車両は1999年から2018年までの間、京急蒲田駅から全て空港線に入るため、同駅より南側の多摩川を渡って神奈川県に入る定期運用はなかった（1991年から1995年までの間、平日夜に三崎口駅まで乗り入れたことがあった。また、京急蒲田駅が完全高架化される2012年までは箱根駅伝による毎年1月3日の臨時ダイヤで運行される時のみ、京急川崎駅まで運転される運用が存在した）。しかしながら、2018年12月8日のダイヤ改正で再び京成車両（成田スカイアクセス線対応車のみ）の神奈川県乗り入れ運用が平日夜のみ再開された。

#### 片乗り入れによる直通運転
以下の路線からの片乗り入れによる直通運転が行われていた。
- 京成津田沼駅経由で新京成電鉄新京成線と千葉線

かつて新京成線が全線開通した1950年代中頃にも直通運転が行われていた（当時は相互乗り入れ）が、その後廃止されていた（ただし1960年代後半に京成千葉線内急行で臨時での設定があった）。しばらく直通運転は行われていなかったが、2006年12月10日のダイヤ改正から千葉線への乗り入れが新京成車両の片乗り入れにより再開された。ほとんどの駅（京成幕張本郷駅 - 新千葉駅）のホームの有効長が6両分しかないので8両編成は乗り入れなかった。現時点では新京成車両の千原線への乗り入れや京成車両の新京成線への乗り入れ運転は行っていない。「京成・新京成直通車両規格」に準拠した車両のみ入線可能である。直通運転は引き続き行われているが、2025年4月1日に新京成電鉄が京成電鉄に吸収合併されたため、京成の路線同士の直通運転となった。

#### 改軌工事
1956年8月、運輸省（現・国土交通省）が『東京およびその周辺における都市交通に関する第1次答申』を策定する。この答申は東京のターミナル駅における混雑の緩和を狙ったもので、11の地下鉄を整備し、一部での相互直通運転を行うというものだった。この「相互直通運転」の対象となったのは都営地下鉄1号線（現・都営地下鉄浅草線）および京成・京急である。これにより3者による規格統一に向けての議論が行われるが、規格統一の際に浮かび上がった大きな難題が軌間の違いである。
当時、京成電鉄は軌間1372 mmの「馬車軌（偏軌）」、それに対して京急は軌間1435 mmの標準軌を採用しており、相互直通運転に際して当然ながら統一する必要があった。ともに運転頻度の高い路線だが、車両数の少ない京成電鉄が対策をとることとなった。この時1372 mmと1435 mmの三線軌条や四線軌条とする案も挙がったが、車輪やレール同士の干渉など物理的な問題により結局、全線改軌の方針となった。まず、1959年（昭和34年）春に犬釘をレールの外側に仮打ちする準備工事を実施、改軌工事のスムーズ化を図った。
改軌のテストも兼ねて同年8月18日 - 11月30日に同じ1372 mmの軌間であった新京成電鉄新京成線の改軌を実施し、この成果を見て改軌工事計画を立案した。
既に京成線は通勤路線として機能しており1日の運休も許されず、また動員できる作業員も限りがあるため、一夜で全車両と線路全線を改軌することもできないことから、全線をいくつかの工区に分けて順次改軌を行い、旅客は2つの軌間が共存する駅で乗り継ぎさせることにした。しかし一夜に工事できる距離は限られているため、駅間隔の長い区間では既設の駅で乗り継ぎさせることができず、京成臼井駅 - 京成佐倉駅間には仮駅として鹿島川専用乗継場（旅客案内上および営業上では「京成臼井・京成佐倉間仮駅」）を建設した。そして同年10月9日 - 12月1日に改軌工事を行うこととした。
改軌工事の工程は、
1. 1959年10月9日・10日：千葉線 京成幕張駅 - 京成千葉駅（現・千葉中央駅）間 8.8 km
2. 1959年10月13日・14日：本線 宗吾参道駅 - 京成成田駅間 4.2 km、千葉線 京成津田沼駅 - 京成幕張駅間 4.0 km
3. 1959年10月17日・18日：本線 鹿島川専用乗継場（一般には京成臼井・京成佐倉間仮駅と案内されていた） - 宗吾参道駅間 8.0 km
4. 1959年10月20日・21日：本線 京成大和田駅 - 鹿島川専用乗継場間 10.5 km
5. 1959年10月24日・25日：本線 京成津田沼駅 - 京成大和田駅間 9.0 km
6. 1959年10月28日・29日：本線 東中山駅 - 京成津田沼駅間 8.1 km
7. 1959年11月4日・5日：本線 京成高砂駅 - 東中山駅間 8.9 km
8. 1959年11月10日・11日：押上線 押上駅 - 青砥駅間（全線） 5.7 km
9. 1959年11月16日・17日：本線 お花茶屋駅 - 京成高砂駅間 2.8 km、金町線 京成高砂駅 - 京成金町駅間（全線） 2.5 km
10. 1959年11月22日・23日：本線 日暮里駅 - お花茶屋駅間 7.8 km
11. 1959年11月30日・12月1日：本線 京成上野駅 - 日暮里駅間 2.1 km

となっており、1工程終了後最低2日以上の準備期間を設けて行うというものであった。
準備が整った10月9日に改軌の第1工程となる千葉線京成幕張駅 - 京成千葉駅間の改軌を開始、翌10日に予定通りに終了し、同区間で最新鋭の3050形による始発列車が運転された。その後、工事は順調に進み、11月30日に最終11工区の京成上野駅 - 日暮里駅間の改軌を予定より2日前倒しして終了、これをもって京成線全線の改軌が終了した。
これと並行して、京成電鉄は軌間1372 mmの旧型車両の改軌と東武の協力を得て押上駅の地下化も行い、1960年11月29日の地下化をもって全て終了した。12月4日に都営浅草線浅草橋駅 - 押上駅間が開業し、浅草橋駅 - 東中山駅間で日本初の民鉄・地下鉄の相互直通運転が開始された。

### 線路施設
2004年10月時点で、京成では手動式踏切が3か所設置されていた。このうち、船橋1号踏切は高架化工事に伴う同年11月の上り線切り替え時に自動化された。残る高砂1号・2号踏切も東武伊勢崎線竹ノ塚駅の踏切事故を受けた安全対策の一環として自動化が行われることとなり、2号踏切が2006年3月30日に、1号踏切が9月28日に自動化された。

### 列車種別

停車駅表

京成電鉄では、一般列車として普通・快速・通勤特急・特急・アクセス特急・快速特急、そして有料特急列車としてスカイライナー・モーニングライナー・イブニングライナーが運転され、種別数は臨時列車のシティライナーを含めると10種別が設定されている。

#### 有料特急列車
有料の空港アクセス列車として、一般列車の特急より上格の列車である「スカイライナー」を1973年12月30日から運行している（成田空港乗り入れは同空港が開港した翌日の1978年5月21日から）。その後同列車は1985年10月19日から朝夕はそれぞれ「モーニングライナー」・「イブニングライナー」と名称と料金体系を変え、JRでのホームライナーに相当する通勤輸送も行っている。
2010年7月17日から「スカイライナー」は成田空港線（成田スカイアクセス）経由に変更となり、従来のスカイライナーは「シティライナー」に改称された。その後「シティライナー」は成田空港駅への乗り入れをやめ、2014年11月8日から定期運行は土休日1日1往復のみとなっていたが、2015年12月5日のダイヤ改正にて定期運行が廃止された。

#### その他の列車
普通列車は、路線図や発車案内装置においては「普通」と案内されるが、駅の放送などによっては「各駅停車」と呼ばれる。
2002年10月12日のダイヤ改正より、京成高砂駅以東の「急行」を廃止して「快速」を新設するなど、種別の再編を実施した。
2006年12月10日のダイヤ改正より特急停車駅が大幅に見直され、京成佐倉駅 - 成田空港駅（一部は芝山千代田駅）間が各駅停車となり、早朝・夕夜間に従来の特急停車駅と同じである「快特」が新設された。しかし、快特の登場により「快速（カイソク）」と「快特（カイトク）」の発音が似ており、誤乗を招くという問題が発生したため、2007年8月16日より一部案内において快特を「快速特急」と案内するよう変更され、その後案内表記も「快速特急」に統一された。空港アクセス列車であるが、快特も特急も英略は京急と同じく「Limited Express」である。
2010年7月17日のダイヤ改正より、急行が廃止され、新たに「アクセス特急」が設定された。

#### 行先表示
- 行先表示器が幕式の電車の車外行先表示器については「京成」が頭につく駅名を表示する際、「京成」を省略して表示する（例：京成成田→「成田」、京成上野→「上野」など）。
  - 直通先の京急においても同様に京成線内の駅名を案内する際は「京成」を省く（京急に関しては、自社線内の「京急」を冠する駅は「京急」を省かないが、京成線内の駅名に関しては京成電鉄の案内と同様に「京成」を省く）。
  - 京成車のうち、行き先表示が幕式の電車の車外行先表示器は、「京急」が頭につく駅名の表示も「京急」を省略して表示する（例：京急蒲田→「蒲田」、京急川崎→「川崎」など）。
  - 2020年度から自動放送や、新逗子駅の逗子・葉山への改称やインバウンドへの考慮もあって、都営5300形、京急車以外の編成の行先表示が「京成」が付く正式名称に全て更新された。また2023年からは、京成省略表記が残っていた京急車の行先表示や車内LCDの表示のうち、車内LCDの表示のみ正式名称に直された。
- かつては京成臼井行きは「うすい」と平仮名で表示していた。
- 芝山千代田行きは「（東成田）芝山」と表示する。
- 浅草線内をエアポート快特として運行するアクセス特急や快速については、種別文字の前に飛行機マークを表示していたが、2013年10月のダイヤ改正以降は表示されなくなった。
- 羽田空港第1・第2ターミナル駅行きは「羽田空港」と表示する（都営浅草線および同駅を管轄する京急も同様に案内する）。
- 車内のLEDなどの表示は、羽田空港（羽田空港第3ターミナル駅（KK16）・羽田空港第1・第2ターミナル駅（KK17））・成田空港（空港第2ビル（成田第2・第3ターミナル）（KS41）・成田空港（成田第1ターミナル）（KS42））共に2駅分の駅番号を同時に表示する。

様々な行先表示器の形態一覧
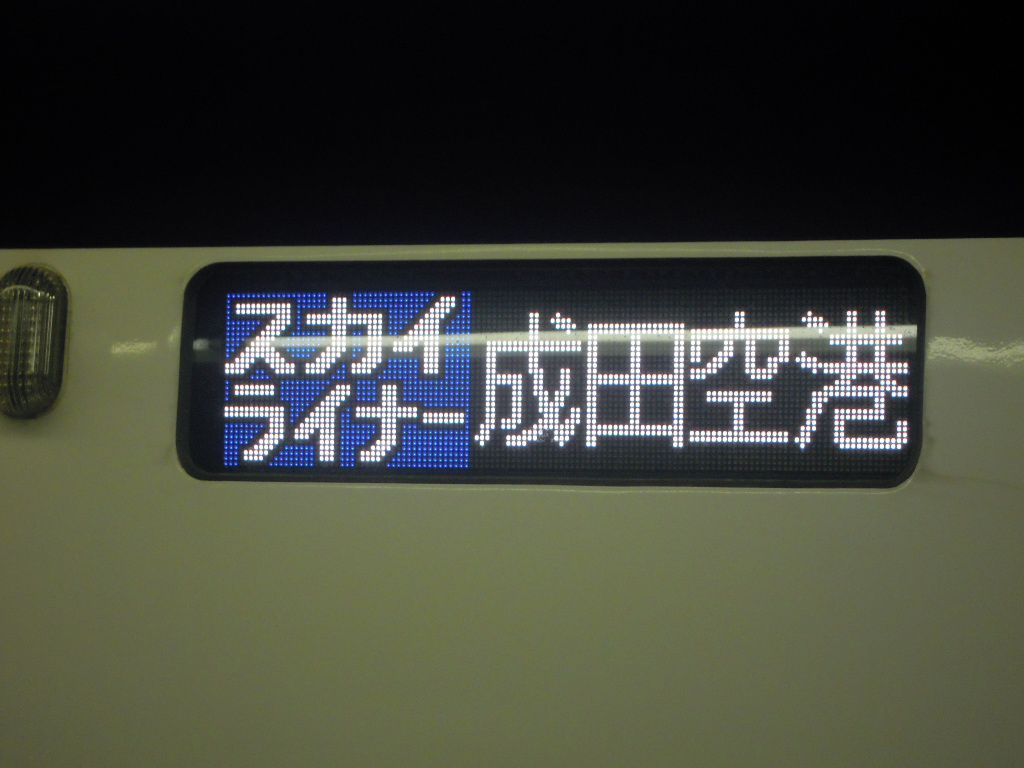
成田空港行（スカイライナー）
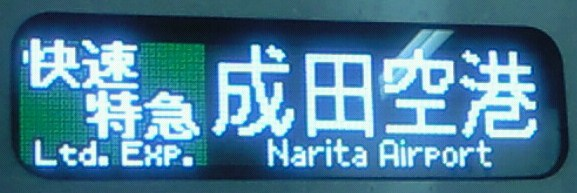
成田空港行（快速特急）
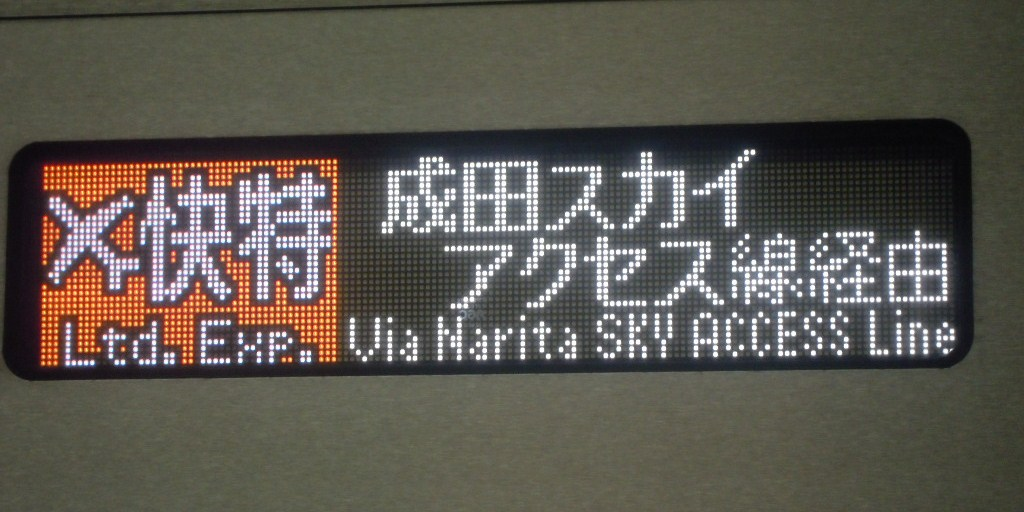
成田スカイアクセス線経由（エアポート快特）
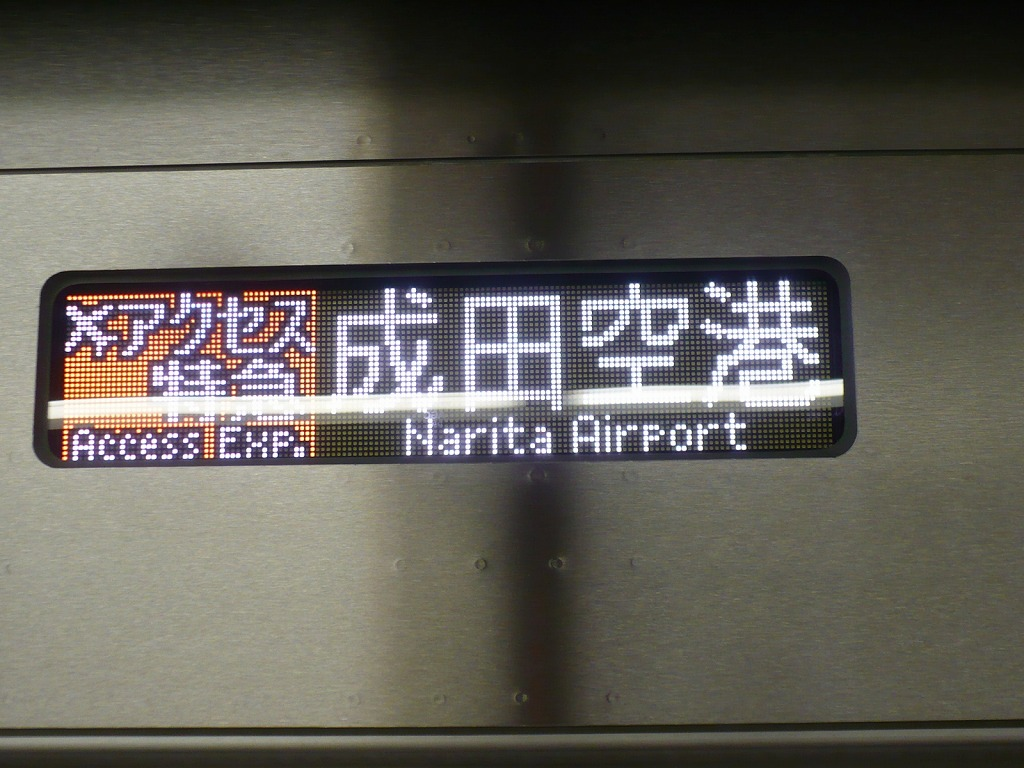
成田空港行（アクセス特急）
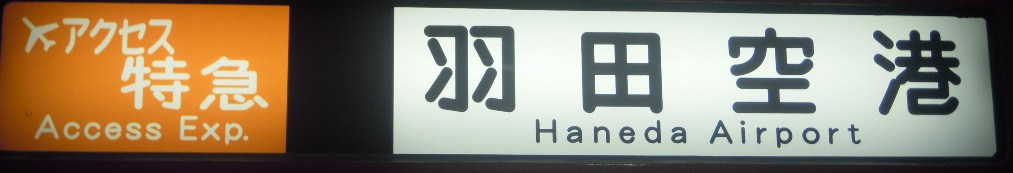
羽田空港行（京急車 アクセス特急）
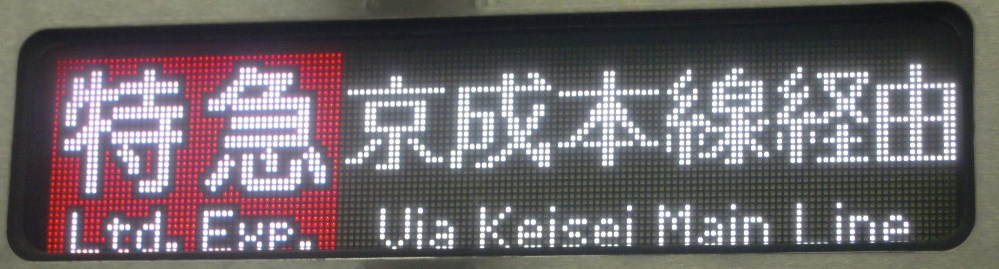
京成本線経由（特急）
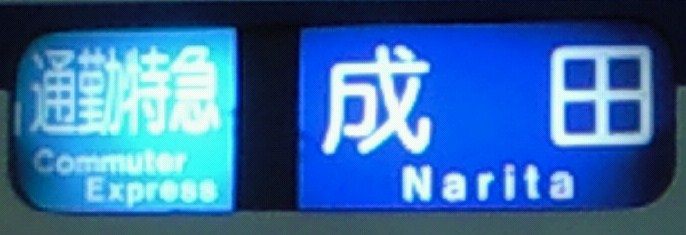
京成成田行（通勤特急）
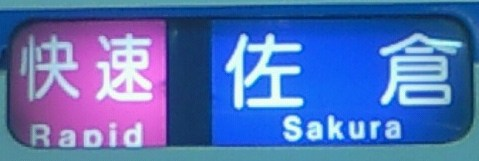
京成佐倉行（快速）
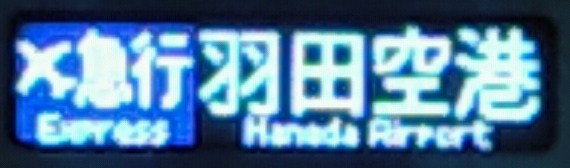
羽田空港行（京急線内 エアポート急行）

##### 種別色
- スカイライナー：紺色
- モーニング・イブニングライナー：藤色
- シティライナー：紫色
- 快速特急：緑色
- アクセス特急：橙色
- 特急：赤色
- 通勤特急：水色
- 快速：桃色
- 普通：黒色
- 急行：青色（京成線内では廃止されているが、都営浅草線南行・京急線のエアポート急行で使用）

時刻表などの印刷物では上記の通りだが、旧型のLED表示機での表現ができない色などは一部上記と違う色で表示されることがある。

##### 過去に使われた行先板のデザイン
行先標がまだ方向幕でなく行先板だった時代、駅名ごとに三角や丸など異なる背景がデザインされ、遠くからでもデザインを見ただけで、行先が判断しやすくなる行先標を採用していた鉄道事業者が一部に存在した。大手私鉄の背景デザインは、関西では多用されていたが、関東では京成と京王帝都電鉄（現・京王電鉄）京王線の二社が比較的後世まで使用していた。京王は窓下方向幕でも背景デザインを使っていたが、京成では行先板のみである。山と溪谷社のヤマケイ私鉄ハンドブック『京成』『京王帝都』にも、当時両社で使われていた背景デザイン付きの行先標がすべて掲載されている。
京成の背景デザインは必ず一駅に一背景でなく、都営浅草線内の行先はすべて八角形であり、千葉中央駅など新たに追加された駅名は白地だった。背景も車体色、つまり新造時の初代3000形以前の塗装「青緑」か、塗りかえられた初代3000形および新造時の初代3050形以降の塗装「朱色」と合わせていた。子会社の新京成も京成の追従が多く、京成と同じ仕様で当時の車体色であった行先板を採用している。一部の鉄道事業者では、複数の列車表示でも別の板に差し替えず、めくるだけでの容易に変更できる行先板を採用した会社もあったが、京成はすべての表示をめくれる仕様にしていた。
やがて方向幕が採用されると、表示位置は新造車両も更新で追加された車両も、窓上の狭い位置だったため、背景デザインは採用されなくなる。更新による方向幕追加は、一般に中規模以上の更新と同時に行うことが多いが、京成では当初、中規模更新でも行先板を使い続けたケースが多く、方向幕追加は初代3100形の更新時期の後半からである。なお新京成の全車方向幕化は更新を待たず、西武や京急同様、窓の内側に方向幕を後付けという、安価な方法を使った。こうして京成の背景デザインは、行先板の廃止と同時に姿を消した。

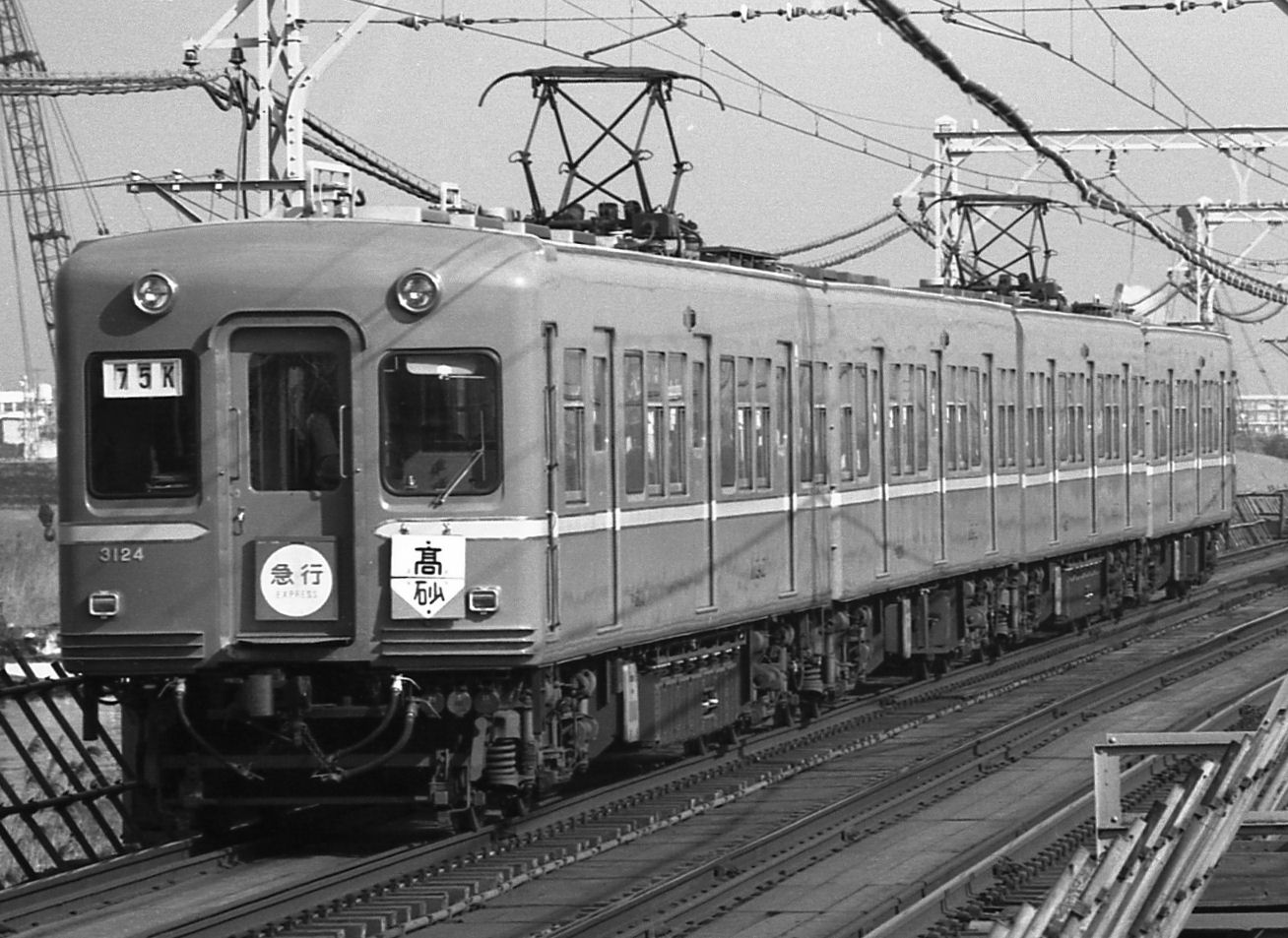
多くの会社に見られた、左右二隅に三角の縁取り「高砂」（車両は3100形）
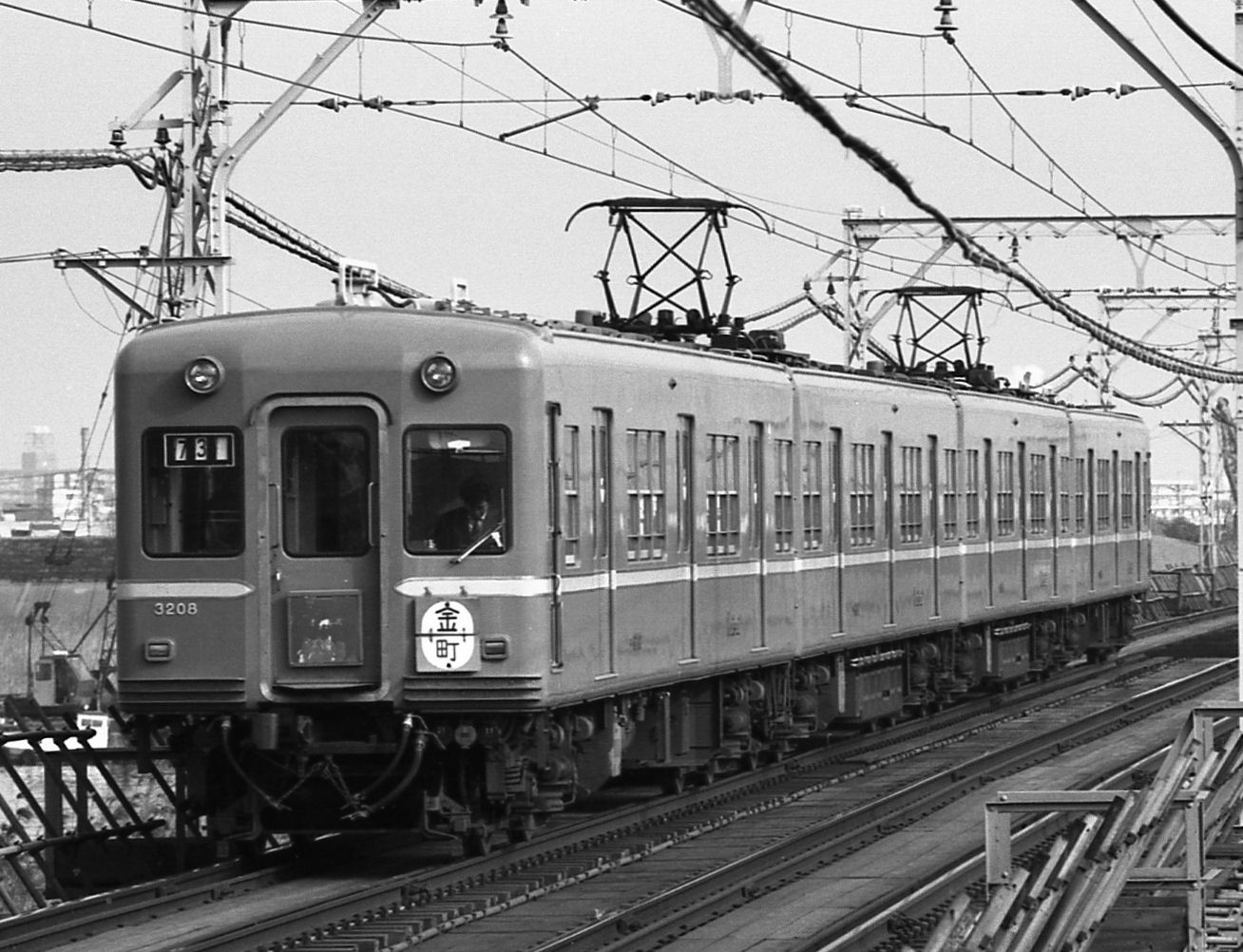
楕円形の「金町」（車両は初代3200形）
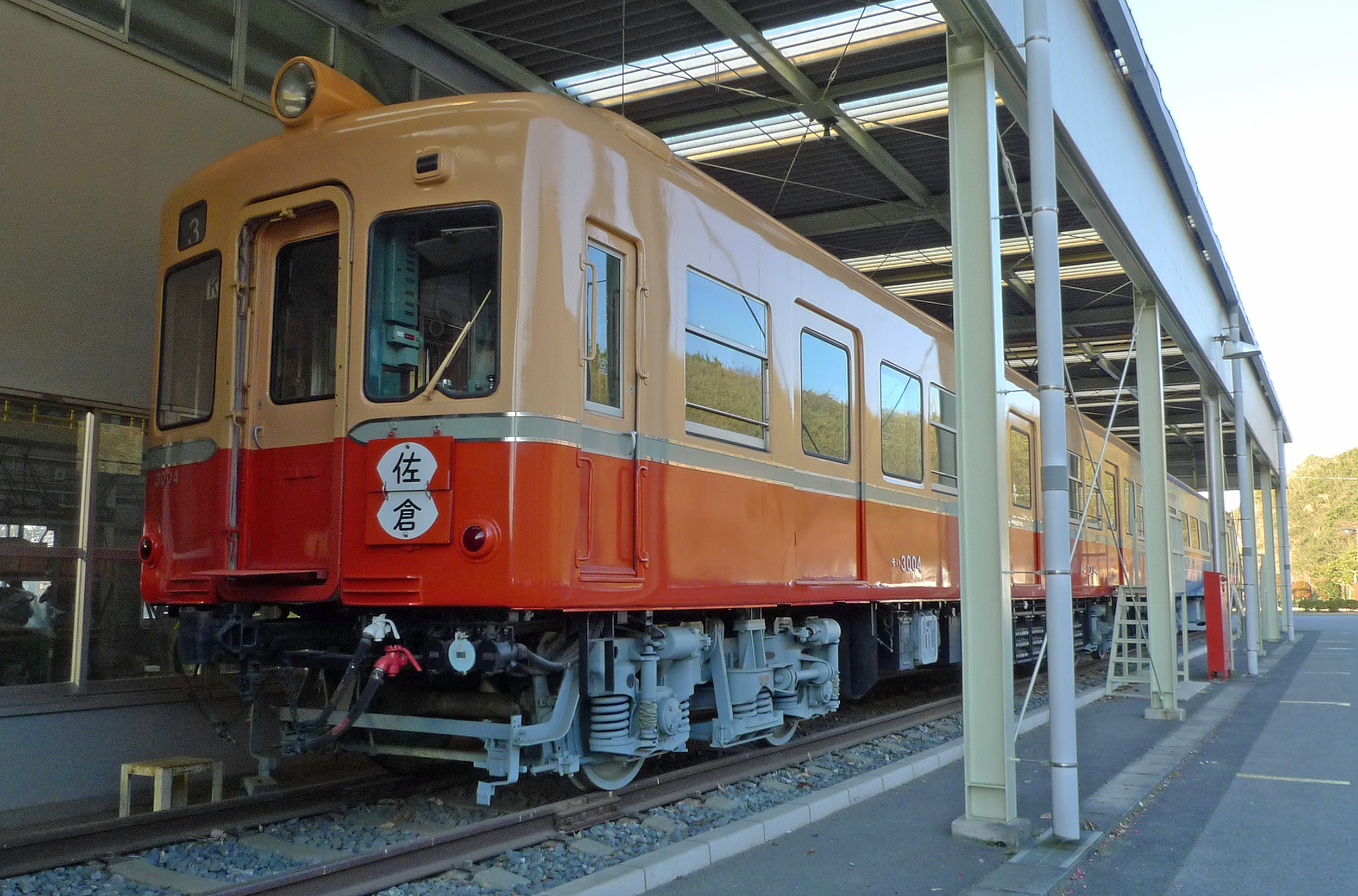
銀行を表す地図記号に似た「佐倉」（車両は初代3000形）

### 車両
2018年2月2日時点で営業用車両582両を保有する（事業用車・休止車両・保留車等を除く）。各系列の詳細、使用線区、運用などについては、それぞれの記事を参照のこと。
都営浅草線乗り入れ列車は、初代3000形以降の一般車全形式が地下鉄乗り入れ規格である「都営1号線直通車両規格」準拠となっている。助士席（車掌台）側には遮光幕を設けないのが特徴である。途中駅での分割・併合は行われないので、固定編成が大多数を占める。
形式呼称は小田急や京急などと同様に「…系（けい）」ではなく「…形（がた）」を使用する（初代3000形から3300形までの1号線直通車両規格普通鋼製通勤車、いわゆる「赤電」を総称して3000系と呼ぶことがあるが、あくまでも通称である）。
京成における車両システム上の特徴は、初期新性能車の750形から駆動装置を2種（中空軸平行カルダン駆動方式→TD平行カルダン駆動方式およびWN駆動方式）併用で採用していることである（1970年代から1980年代にかけて新造され、WN駆動方式に統一された初代AE形、3500形、3600形ならびに初代AE形の電気機器を再利用した3400形を除く）。保守・管理上からは統一する方が望ましいが、これは新3000形においても継続されている。
また3000系列および3500形は全電動車編成であるが、このうち3221以降の3200形（初代）と3300形・3500形以降についてはコスト削減を目的に、主電動機を75kWから100kWに出力アップして2両あたり8台から6台に減らしており（1.5M-0.5Tユニット、6M車と呼ばれる。2両あたりの合計出力は従来の8M車と同じ）、京成の抵抗制御車の特徴となっている。
乗り入れ先の京急の信号システムが先頭台車を動力車とする前提で設計されている ため、京成車が京急に通常ダイヤで乗り入れるようになった1991年以降製造された3700形以降の各形式では、京急の車両規定により先頭車が電動車とされ、製造時は先頭台車が付随台車だった“6M車”も車体更新時に先頭が電動車となるように改造された。
さらに成田スカイアクセス開業に際し、最高速度120km/h運転に対応した専用車両3050形の新製もしくは3700形の改造を行った。このため、一般列車用車両の運用は、編成両数だけでなく、「京急に入線できるか否か」「成田スカイアクセスに速度面で入線できるか」も要素の一つである。一方、京成線内のみの運用となる有料特急用の2代目AE形は京成初のボルスタレス台車装備車となった。台車の色は3700形以前の車両でサックスブルーで塗装されていたが、2003年2月デビューの新3000形以降はグレー塗装とし、3700形以前の在籍車両も2003年7月 - 2007年4月の全般検査・重要部検査時にグレーの塗装に変更した。
車体塗装は自社線専用の「青電」、地下鉄直通用の「赤電」に分かれていたが、1980年の一般車の塗装簡略化の際に車両を問わず新赤電塗装に塗り替えられた。その後、1992年から再度塗装変更が始まり、AE形の新塗装に採用されたフューチャーブルーとヒューマンレッド（地色は鋼製車は白・ステンレス車は無塗装）に統一された。成田スカイアクセスで運用される2代目AE形は独自の塗装を使用しているほか、一般車（3050形・新3100形）については、スカイアクセスのラインカラーであるオレンジを基調とした塗装が採用されている。
車両番号は前面、側面のみでなく妻面にも表記されている。妻面への番号表記は阪神電気鉄道とともに数少ない事例である。編成番号は京急と同様、3000形・3100形・AE形を除き、浦賀・上野方先頭車の車号で呼称する。弱冷房車は8両編成の浦賀方3両目に設定されている（京急車のみ7両目にも設定。また新京成所属車の6両編成にも浦賀・松戸方の3両目に設定）。なお、3700形以降は、3600形以前で使われていた「モハ」「クハ」「サハ」の使用を取り止め、関西私鉄や営団と後身の東京メトロ、および西武の30000系以降と同じく、番号のみで区別するようになっている。
2018年時点で、新京成電鉄を除いて他社へ譲渡された車両はほとんどなく、民間に売却されて保存されている車両も海外に譲渡された車両もない。一方、冷房化対策として相互直通先である京急からリース形式で車両を借り受けた経験があるほか、自社の一部車両はグループ会社にリース形式で転出が行われている。
関東地方の大手私鉄で唯一、4扉車の使用と10両編成の列車の運行をしたことが無い。
初代3000形などでは、車体側面に「Keisei」のステンレス切り抜き文字（3500形から3700形5次車まではプレート）が貼り付けられていた。同じロゴは新本社ビルや京成カード（MUFG）でも見られる。
2022年に『中期経営計画D1プラン』の中で新型車両3200形（2代目）の導入、スカイライナー車両の増備が掲げられた。

#### 現有車両

##### 有料特急専用車
- AE形（2代）：3代目スカイライナー用車両。2009年度から製造。車両デザインは山本寛斎。京成では1600形更新車以来のアルミ合金製の車両となる。成田空港線（成田スカイアクセス）が開通した2010年7月17日より「スカイライナー」・「モーニングライナー」・「イブニングライナー」用として運用を開始。

##### 一般列車用
- 3200形（2代） - 2025年2月22日より6両1編成が営業運転に投入された[60][72]。旅客需要の変動にフレキシブルに対応させるため、編成ごとの車両数を4両・6両・8両に組み換えが可能な車両となる[73]。日本車輌製造製である。
- 3100形（2代）：2019年10月26日より投入された。京成グループ標準車両[74]。京急線乗り入れ可能・成田スカイアクセス対応。大きな荷物を持った乗客を考慮し、一部跳ね上げシートを持つ[75][54]。1次車は50番台の番号が付与される（京成3150形（2代））。
- 3000形（2代）：主力車両。京成グループ標準車両。京急線乗り入れ可能。京成車の約半分を占める。
  - 7次車 （3050形〈2代〉）：2010年より順次導入された成田スカイアクセス用車両[広報 18]。
- 3700形：3編成を北総鉄道、1編成を千葉ニュータウン鉄道にリースしている。京急線乗り入れ可能・成田スカイアクセス対応。
- 3600形：界磁チョッパ制御車は京急線乗り入れ不可・成田スカイアクセス非対応。VVVFインバータ制御化改造車は4両編成で、京急線乗り入れ可能であり、車両牽引にも使用される。
- 3400形：AE形（初代）の機器流用車。京急線乗り入れ可能・成田スカイアクセス非対応。
- 3500形：1編成を芝山鉄道にリースしている。現存車両は更新改造車のみ。京急線乗り入れ可能・成田スカイアクセス非対応。

元新京成電鉄車両
- 80000形：京成グループ標準車両。3100形（2代）を基本に設計。制御機器は基本形式の東洋電機製造製ではなく三菱電機製である。2019年12月27日営業運転開始。
- N800形：京成グループ標準車両。3000形（2代）を基本に設計。
- 8900形：新京成電鉄の独自開発車両。車体構造は3700形を基本としている。
- 8800形：新京成電鉄の独自設計車両。直流1500V鉄道路線の新規製造車両では初めてVVVFインバータ制御を採用した。

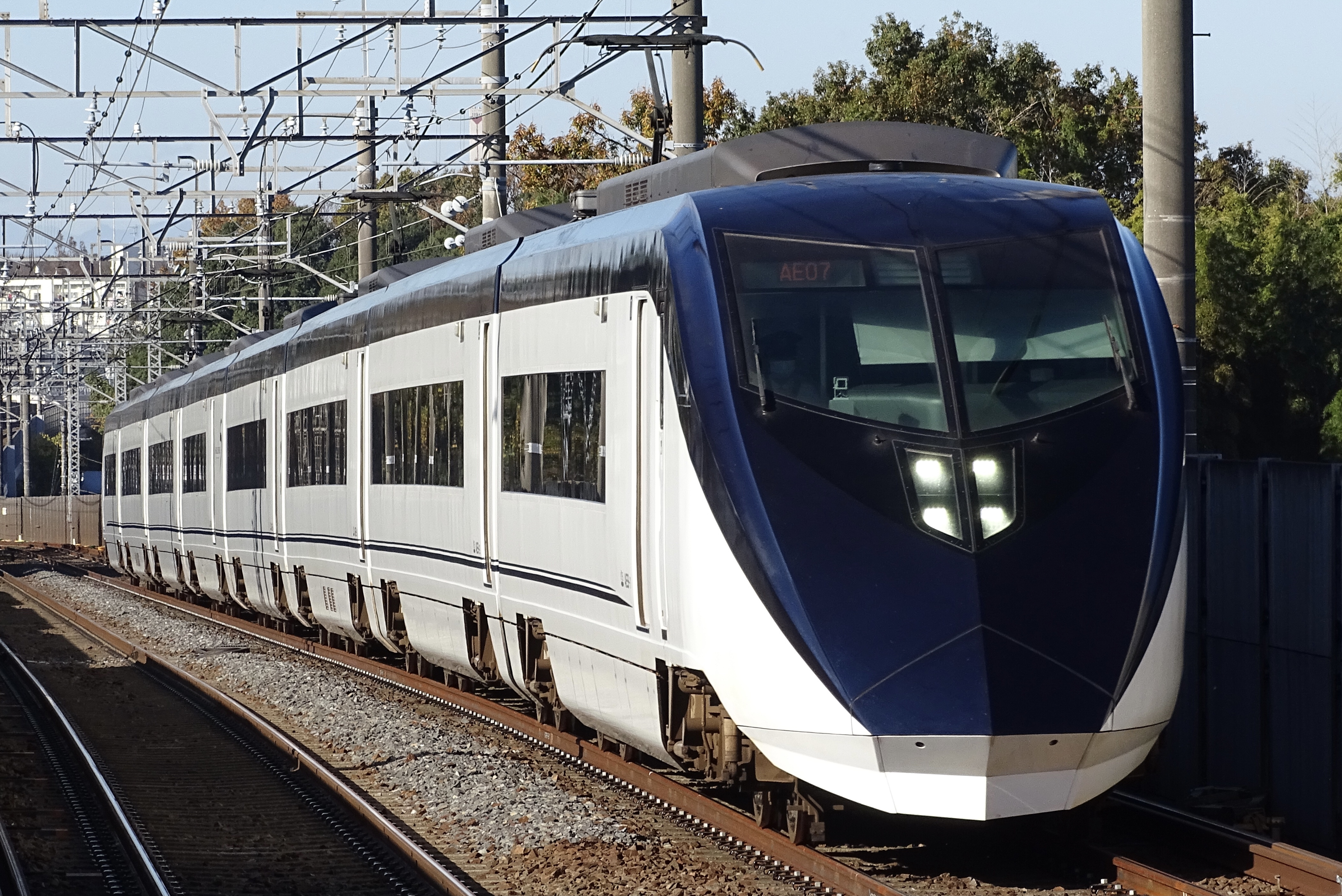
AE形（2020年10月 大町駅）
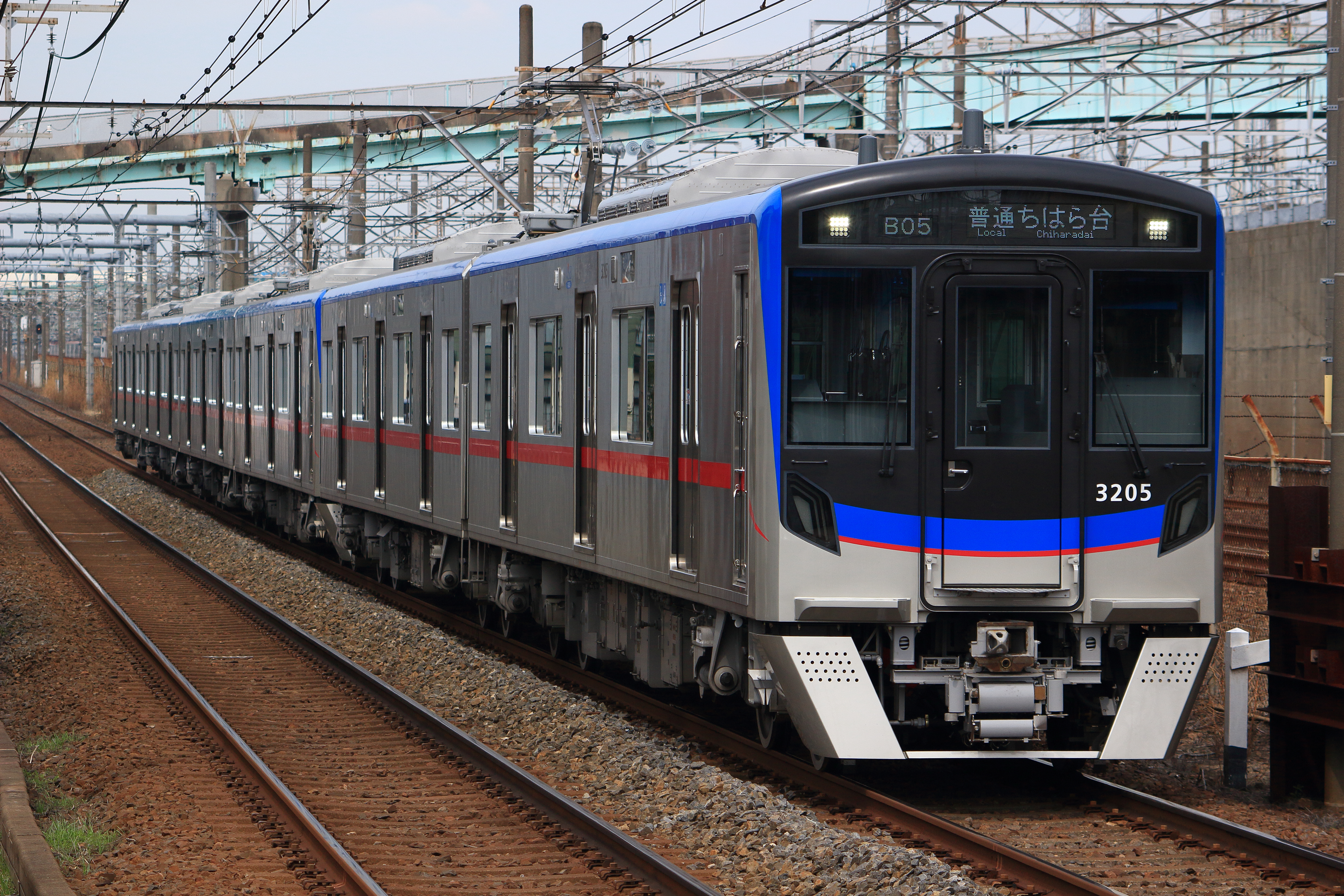
3200形（2025年3月 京成幕張本郷駅 - 京成幕張駅間）
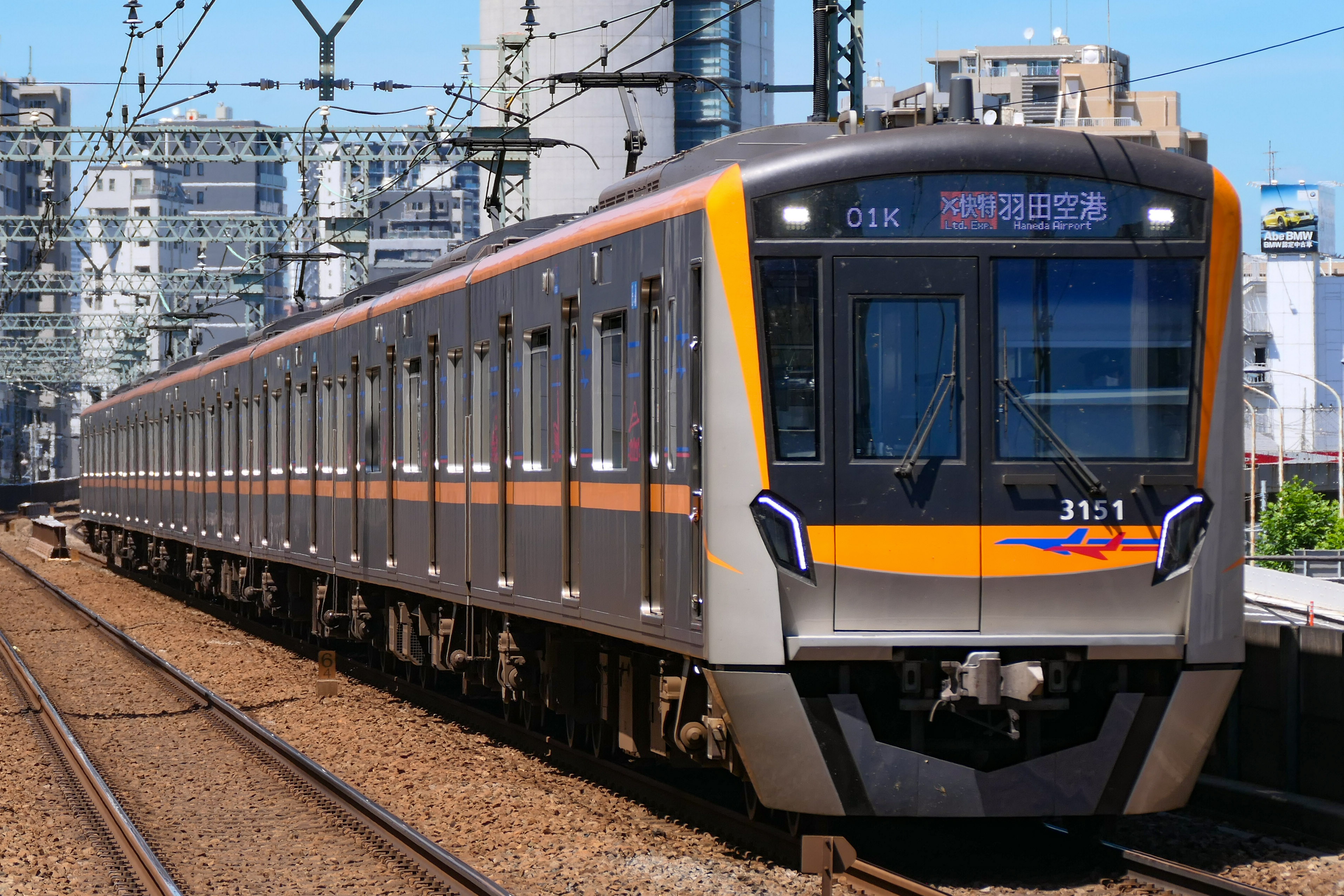
3100形（2021年7月 大森海岸駅）
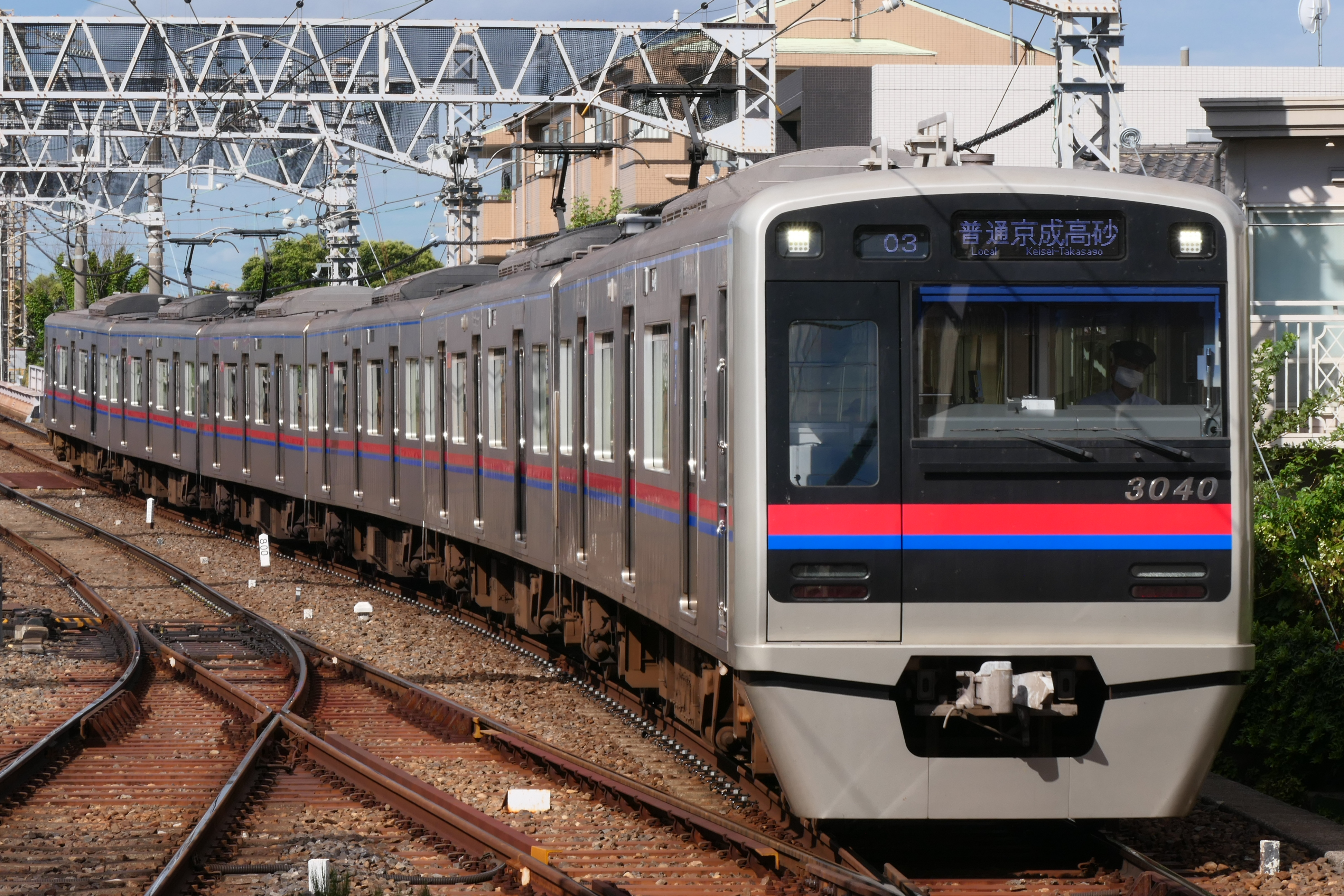
3000形（2020年9月 京成高砂駅）
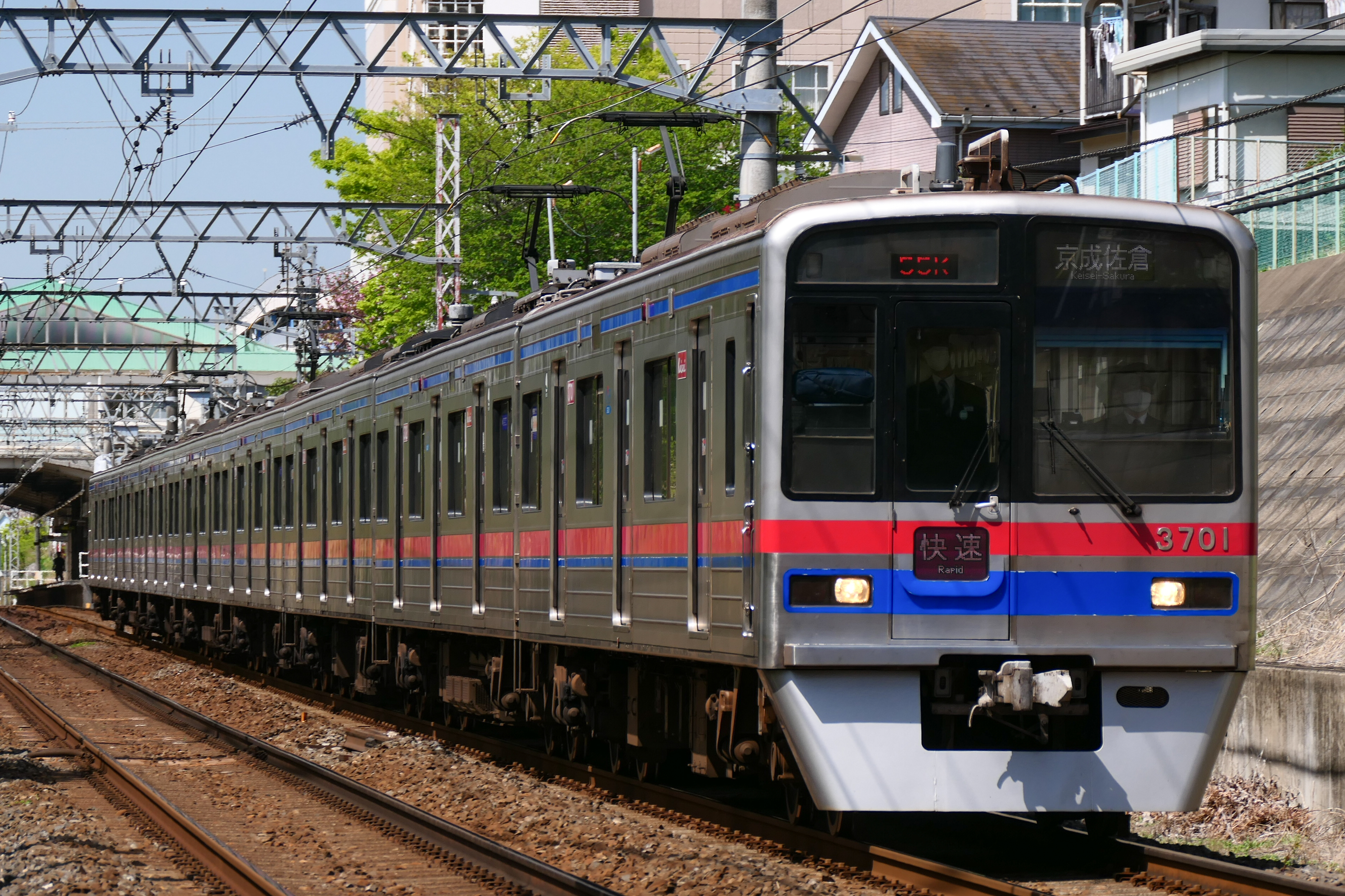
3700形（2022年4月 ユーカリが丘駅 - 京成臼井駅間）
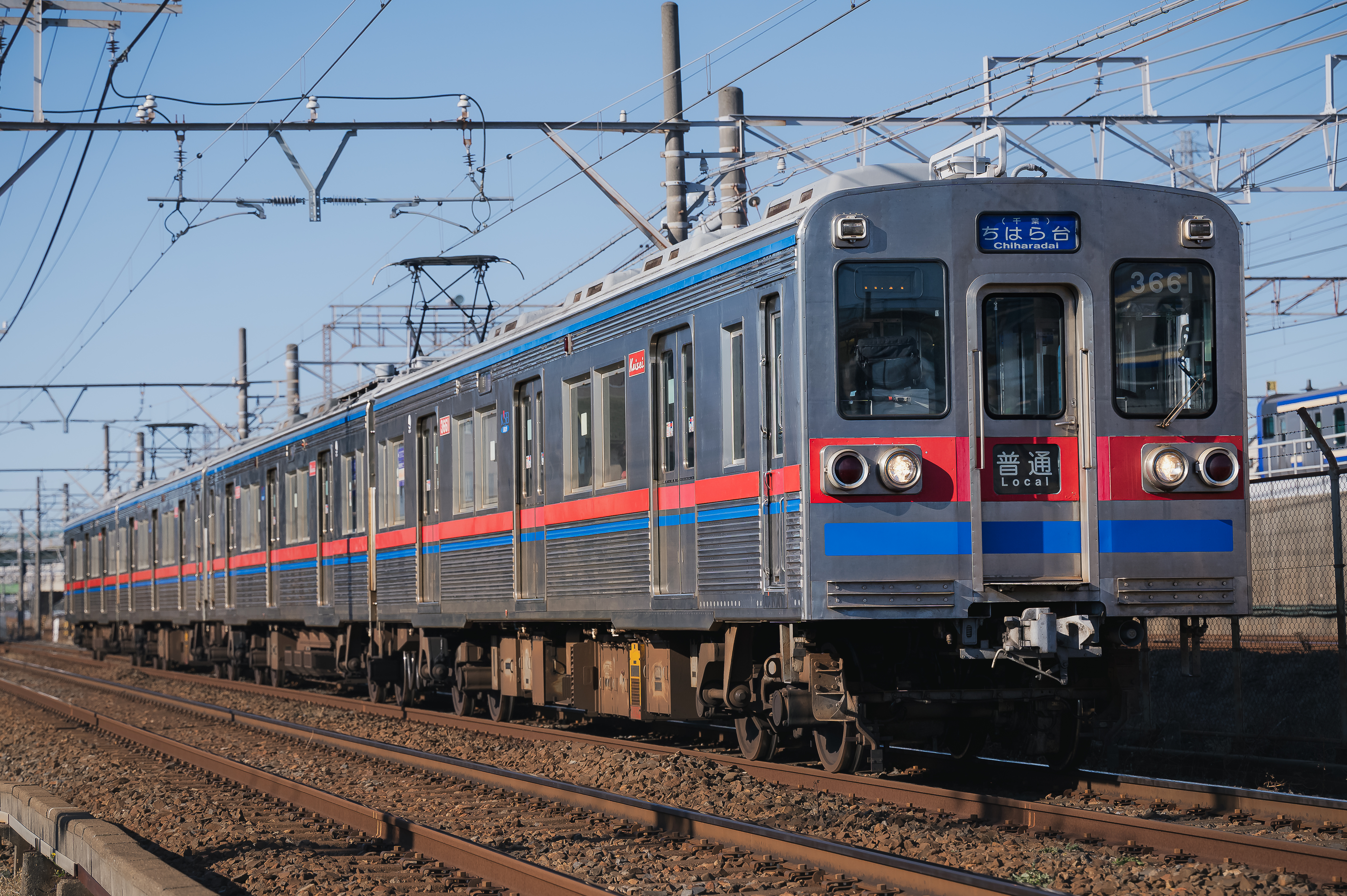
3600形（2024年1月 京成幕張本郷駅 - 京成幕張駅間）
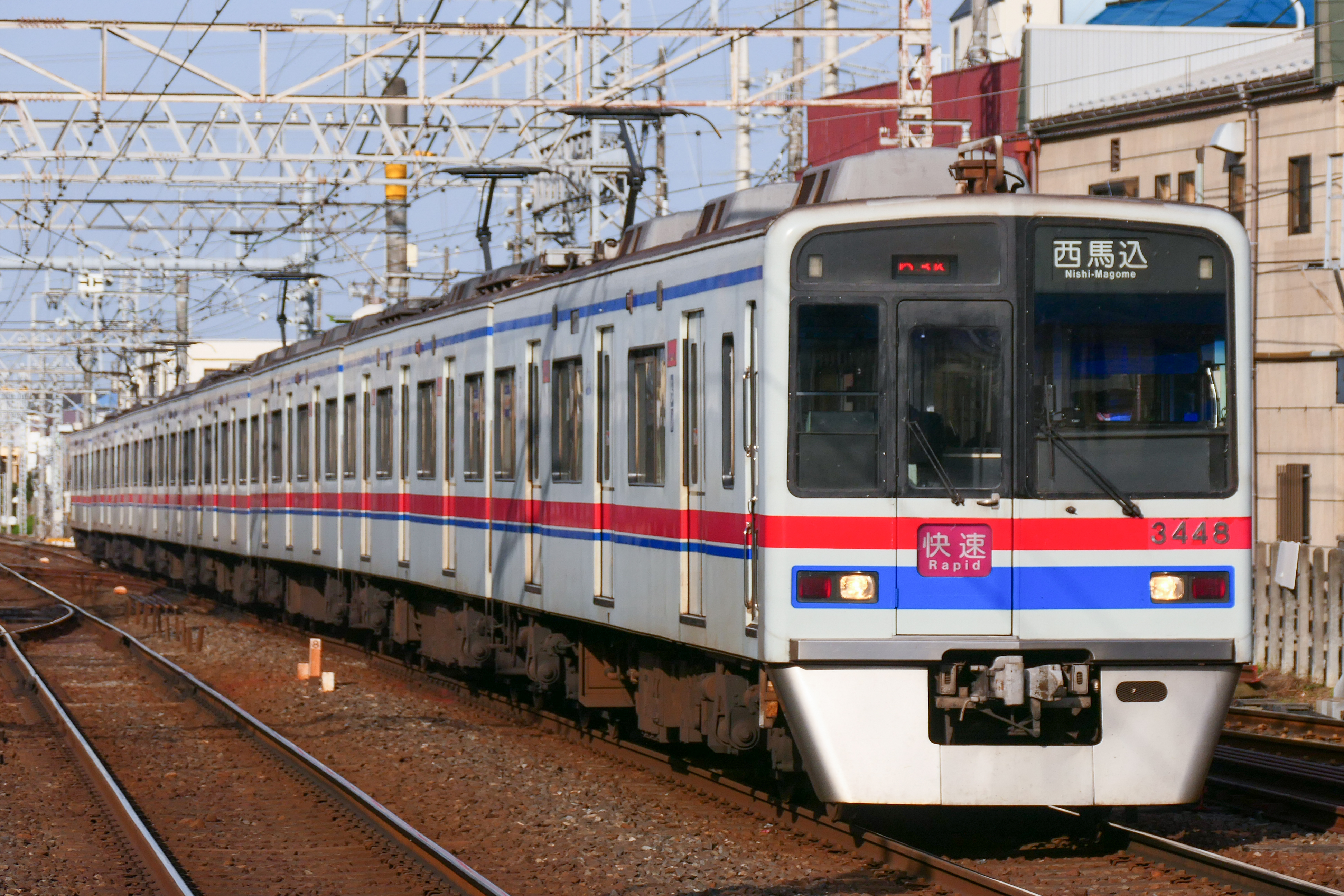
3400形（2023年3月 八千代台駅）
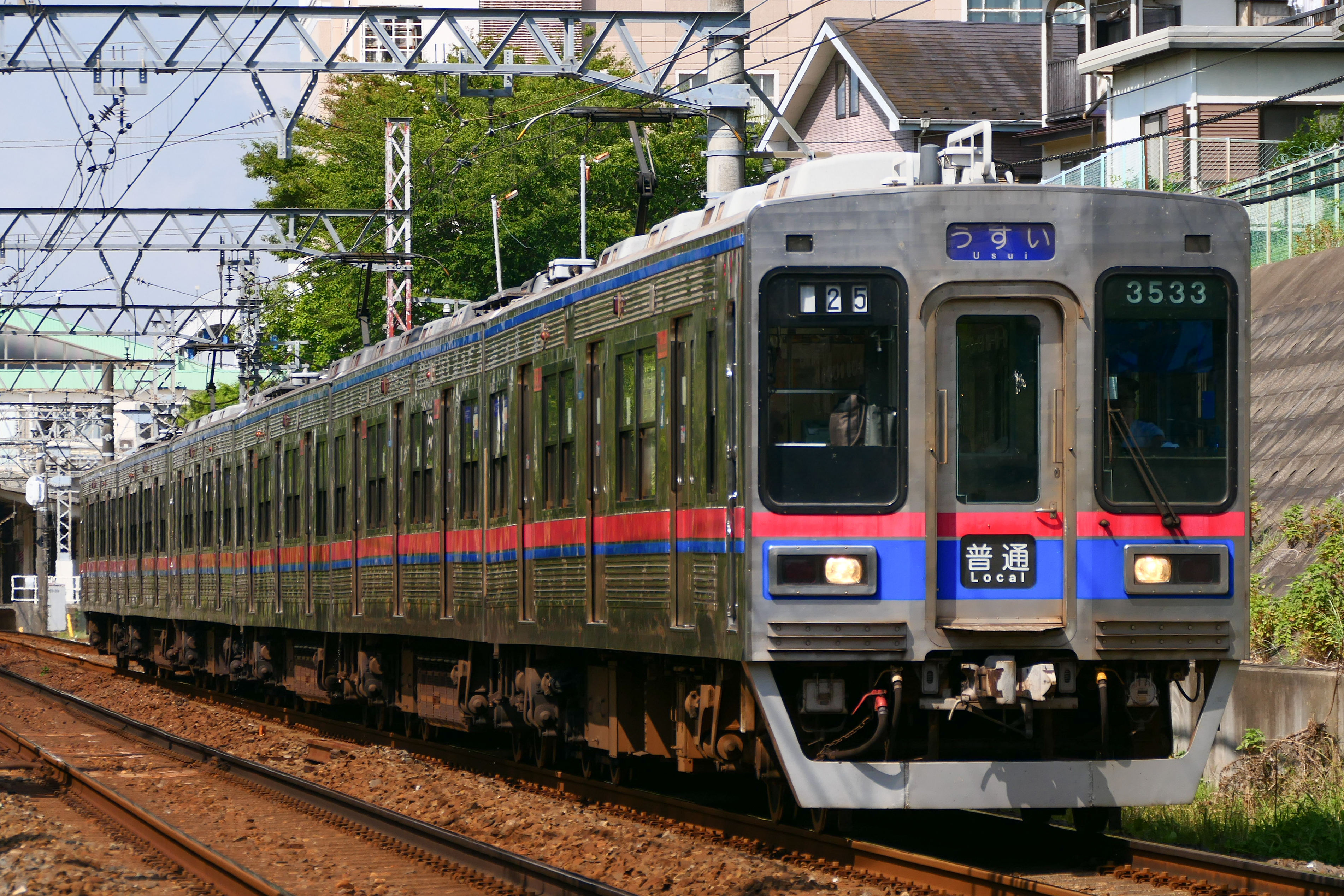
3500形（2023年8月 ユーカリが丘駅 - 八千代台駅間）

#### 廃車・転出

##### 特急専用車
- 1500形：初代開運号。
- 1600形：2代目開運号。末期には2両が試作アルミカーに更新され、残り1両は青電タイプの車体に載せ替えられた。
- AE形（初代）：初代スカイライナー。
- AE100形：2代目スカイライナー用車両。成田スカイアクセス非対応で、2010年7月17日からは「シティライナー」として運用。一部編成は2010年7月17日のダイヤ改正で運用離脱し、2015年11月29日限りですべての定期運用を終了、翌2016年2月28日をもって退役した。

##### 1989年以降の消滅形式
- 1000形：京急旧1000形。
- 3000形（初代）：最初の都営浅草線乗り入れ用車両。
- 3050形（初代）：改軌と同時に登場した車両。
- 3100形（初代）：末期には6両が千葉急行電鉄で運用された後2両が京成に復帰。
- 3150形：一部に3代目開運号用のボックスシート車両があった。
- 3200形（初代）：同上。開運号用車両のみ3150形に合わせて片開き扉。3221号からは6M車。
- モニ10形事業用車（電動ホッパ車）
- リキ100形事業用車（土運車）
- モニ20形事業用車（電動貨車）
- チ5形事業用車（長物車）
- トキ20形事業用車（無蓋車）
- 3300形：京急線乗り入れ可能（ただし定期運用はない）・成田スカイアクセス非対応。2編成を北総鉄道にリース。2009年に会社創立100周年記念事業として、3編成がそれぞれ往年の塗装色である赤電・青電・ファィアーオレンジ塗装（新赤電）となったが、2013年2月から3月にかけて各編成とも営業運転を終了した[77][広報 19]。2015年2月28日をもってすべての運用を終了した。

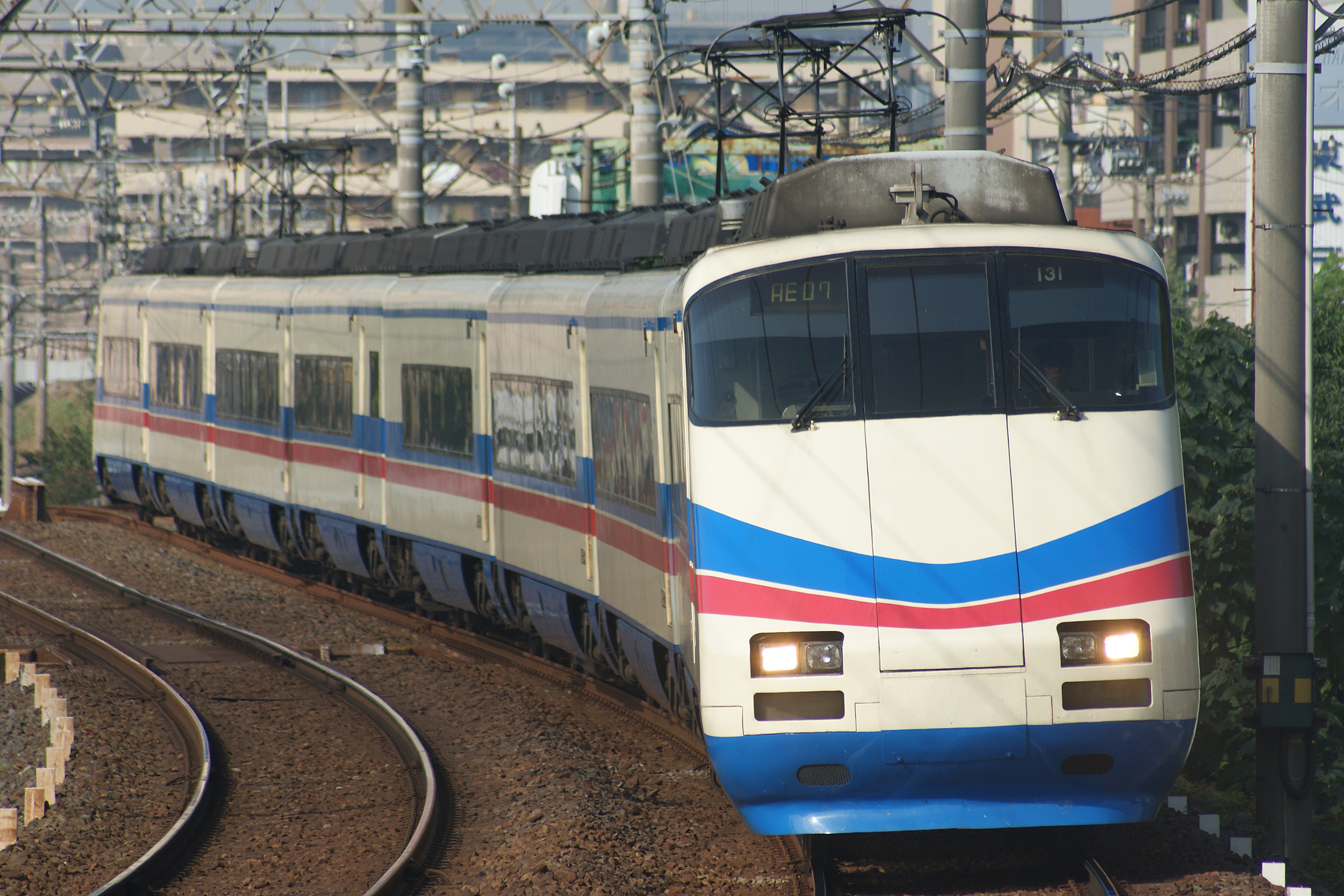
AE100形
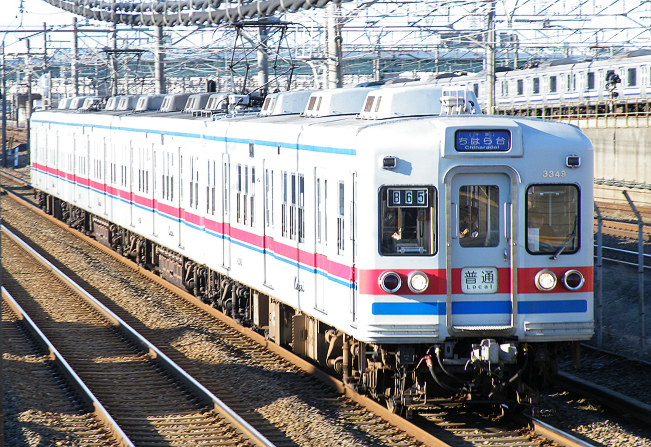
3300形
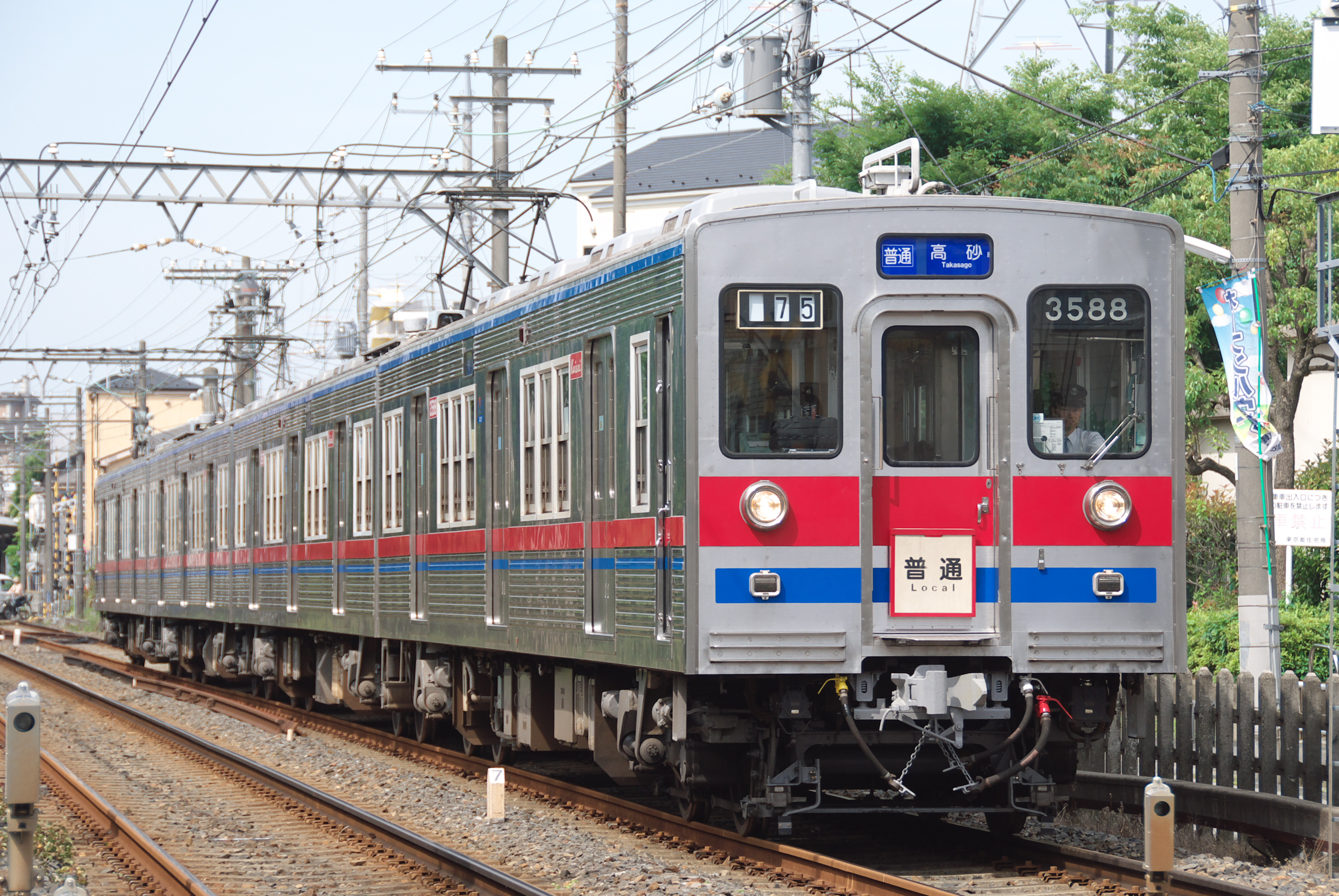
3500形（未更新車 京成高砂駅 - 柴又駅間）

##### 1988年以前消滅形式
1931年新造の200形から1946年新造の220形までは扉配置が左右対称ではなく点対称という特徴のあるデザインであった。扉を左右非対称に配置することで混雑の均等化を狙ったといわれている。また、1970年代後半頃までは新京成電鉄に移った車両が多かった。
なお、旧型車は形式が多種多岐にわたるが車体サイズや性能から便宜的に以下のように分類される。
（※：多段式制御装置を持つ形式）
開業当時の車両
- 1形：1912年の開業時から1927年の1200V昇圧時まで使用された。

20形関連
（15メートル級の木造車で、車体長は100形と同じ）
- 20形：一部は200形と同様の非対称の半鋼製車体を新造し、また、一部は新京成に譲渡された。宗吾車両基地に本形式の台車が保存されている。

33形関連
（製造当初13メートル級の木造車）
- 33形：全車が戦前に鋼体化され300形となった。
- 39形：40・43は戦前に鋼体化され300形となった。
- 45形・300形：新京成電鉄への移籍後に全金属車体に更新した。

100形関連
- 100形：昭和40から50年代に掛けて新京成電鉄に移籍し、主力として使用された。
- 126形：製造当時は制御車だった。新京成電鉄への移籍後に全金属車体に更新した。

200形（210/220形関連）
（※：更新時に多段式制御装置を装備）
- 200形：左右非対称ボディや関東では当時屈指の高速性能で有名な戦前の代表車両。京成での運行終了後は新京成電鉄に移籍し、1990年まで使用された。
- 500形・510形：製造当初は制御車であった。京成では1980年まで使用され、最後の吊り掛け駆動方式の営業車であった。
- 1100形：京成での新製車と新京成で他形式から編入された車両の2グループからなる。
- 1500形：2扉クロスシートで、製造当初は制御車であった。
- 2000形：17m戦災国電の復旧車。210形の制御車としても使用された。
- 220形：戦後初の新車。
- 600形：いわゆる運輸省規格型車両で、末尾2両のみ新京成電鉄に譲渡された。
- 1600形※：開運号。後に2両は試作アルミカーに改造、700形と同性能になった。
- 2100形・210形・2000形※：更新と同時に新性能化、1980年代に塗装変更され、1988年まで使用。
- このほか、新京成独自の形式として2300形（200・500形の電装解除）、250形（新京成初の自社発注車、旧性能）があった。

700/750形※
（当初から多段式制御装置を持つ形式）
- 700形・2200形：704-2203は京成初の新性能車で、末期は行商専用車として使用された。
- 750形・2250形：京成初の量産新性能車。更新されずに短命に終わった。

事業用車
- モニ5形：木造電動貨車。
- デキ1形：電気機関車。

このほかにもある。

#### 製造メーカー
車両は2016年11月時点で、日本車輌製造（日本車両／日車）・東急車輛製造・東急車輛の後身の総合車両製作所（J-TREC）の3社で製造されている。
日本車両との関係は戦前から続いている。1972年以前は前身の蕨工場でも製造が行われていた。日車製の車両は日車豊川製作所からJR線上を仮台車を装着した上で甲種輸送され、J-TREC本社・横浜事業所に搬入され標準軌の台車に取り換え、京急本線金沢八景駅から都営浅草線経由で回送というのが慣例だったが、3100形（2代）では日本貨物鉄道（JR貨物）の武蔵野線越谷貨物ターミナル駅から印旛車両基地までの陸送が一部編成で行われた。ただしAE形（2代）の日車製は京葉臨海鉄道臨海本線千葉貨物駅ないしは越谷貨物ターミナル駅から陸送で搬入され、東急車輛・J-TREC製はメーカーから直接陸送された。
J-TRECとの関係は、旧東急車輛が1968年（昭和43年）に合併した帝國車輛工業に端を発する。帝国車輛が梅鉢車輛と呼ばれていた戦前は、京成が梅鉢車輛の親会社だった時代もあり、戦後資本関係を解消した後も取引を続けてきた（「帝國車輛工業#鉄道車両」・「東急車輛製造#概要」を参照）。
1960年代以前は東京都江東区に工場があった汽車製造でも製造されていたが、川崎重工業（旧・川崎車輛）との合併に伴い発注残を川崎重工業（車両カンパニー。現・川崎車両）に引き継ぎ、1979年（昭和54年）納車の3500形3576編成を最後に取引を打ち切った（「京成3500形電車#編成ごとの差異」・「川崎車両#製造工場」を参照）。
なお3400形の一部には、旧津田沼工場や宗吾工場で車両の改造・更新を請け負っていた大栄車輌の製造名義が今でも見られる。
また、電装関連では一貫して東洋電機製造製の制御機器を採用している（一般車のモーターは三菱電機と混用、3500型以降の社内型番は“KMM-”で統一）。

### 車両基地
宗吾車両基地では、自社車両以外に北総鉄道や舞浜リゾートラインの車両も検査することがある。

### 運賃
京成電鉄の鉄道運賃は以下の四つに区分されて定められている。
| - 京成本線・押上線・金町線・千葉線・東成田線 - 千原線 - 松戸線 | 規則上の「京成電鉄線」 |
| - 成田空港線                                                   |                        |

旅客営業規則には「京成電鉄線適用」と「成田空港線適用」の二つが存在し、前者は本線（規則上の名称は京成本線）など成田空港線以外の鉄道線に適用される。千原線・松戸線は他路線との営業キロ程通算を行わない。

#### 京成本線・押上線・金町線・千葉線・東成田線
大人普通旅客運賃（小児半額・端数はICカード利用時は1円単位で切り捨て、切符購入時は10円単位で切り上げ）。2024年3月16日改定。運賃には鉄道駅バリアフリー料金制度による加算料金（10円）を含む。
| キロ程     | 運賃（円） | 運賃（円） | キロ程     | 運賃（円） | 運賃（円） |
| キロ程     | ICカード   | 切符購入   | キロ程     | ICカード   | 切符購入   |
| ---------- | ---------- | ---------- | ---------- | ---------- | ---------- |
| 初乗り3 km | 146        | 150        | 36 – 40 km | 555        | 560        |
| 4 – 5 km   | 167        | 170        | 41 – 45 km | 618        | 620        |
| 6 – 10 km  | 199        | 200        | 46 – 50 km | 681        | 690        |
| 11 – 15 km | 272        | 280        | 51 – 55 km | 743        | 750        |
| 16 – 20 km | 335        | 340        | 56 – 60 km | 796        | 800        |
| 21 – 25 km | 387        | 390        | 61 – 65 km | 859        | 860        |
| 26 – 30 km | 450        | 450        | 66 – 70 km | 912        | 920        |
| 31 – 35 km | 502        | 510        |            |            |            |

- 加算運賃
  - 公津の杜駅以西各駅（京成成田駅は後述の特定運賃を適用） - 空港第2ビル駅・成田空港駅間：140円を加算
  - 京成成田駅以西各駅・空港第2ビル駅・成田空港駅 - 東成田駅間：70円を加算

空港第2ビル駅・成田空港駅 - 東成田駅間の運賃は京成成田駅 - 駒井野分岐部間のキロ数（片道6 km）を含めないで算出する。
- 特定運賃
以下の区間は上表・成田空港線の運賃表に関係なく特定運賃が定められている。八広駅発着における特定運賃は、2001年の改キロ時に設定されたものである。
  - 京成成田駅 - 空港第2ビル駅・成田空港駅間：272円（切符は280円）
  - 空港第2ビル駅 - 成田空港駅間：157円（切符は160円）。
  - 八広駅 - 菅野駅間：199円（切符は200円）
  - 八広駅 - 谷津駅間：335円（切符は340円）
  - 八広駅 - ユーカリが丘駅間：502円（切符は510円）
  - 京成幕張本郷駅 - 千葉中央駅間で10 kmを超える場合：241円（切符は250円）

#### 千原線
大人普通旅客運賃（千原線）（単位：円）。2024年3月16日改定。
- 上側はICカード利用時の運賃、下側は切符購入時の運賃である。小児は半額で、端数はICカード利用時は1円単位で切り捨て、切符購入時は10円単位で切り上げ。
- 運賃には鉄道駅バリアフリー料金制度の加算（10円）を含む。

| 千葉中央駅 | 199      | 261      | 324      | 335        | 377        |
| 200        | 千葉寺駅 | 199      | 261      | 303        | 335        |
| 270        | 200      | 大森台駅 | 261      | 261        | 303        |
| 330        | 270      | 270      | 学園前駅 | 199        | 261        |
| 340        | 310      | 270      | 200      | おゆみ野駅 | 199        |
| 380        | 340      | 310      | 270      | 200        | ちはら台駅 |

千原線の運賃は別途定められている。千原線と他線の駅との間の運賃は、千原線の運賃額と他線の千葉中央駅までの運賃の合計から10円（鉄道駅バリアフリー料金の二重加算分）を引いた額となる。ただし、谷津駅 - 京成千葉駅の各駅（千葉中央駅から15 km以内270円〈前述の理由によりバリアフリー料金を含まない〉までの駅）と千原線の駅との間には、これに以下の額の割引がある。
- 京成千葉駅 - 千葉寺駅・大森台駅：50円
- 京成千葉駅 - 学園前駅・おゆみ野駅・ちはら台駅：70円
- それ以外の区間：40円

#### 松戸線
大人普通旅客運賃（小児半額・端数は1円単位で切り捨て、きっぷの場合は10円単位で切り上げ）。新京成時代の2023年（令和5年）10月1日改定。
| キロ程     | 運賃（円） | 運賃（円） |
| キロ程     | ICカード   | 切符利用   |
| ---------- | ---------- | ---------- |
| 1 - 5 km   | 167        | 170        |
| 6 - 9 km   | 188        | 190        |
| 10 - 13 km | 209        | 210        |
| 14 - 17 km | 230        | 230        |
| 18 - 22 km | 252        | 260        |
| 23 - 27 km | 272        | 280        |

松戸線も新京成電鉄の運賃を引き継いだ関係で、別途運賃を定めている。京成の他線と接続する京成津田沼駅または新鎌ヶ谷駅で乗り継いだ際、営業キロの通算が打ち切られる。また、松戸線の運賃には鉄道駅バリアフリー料金は加算されない。
- 乗継割引（京成電鉄線内）
京成津田沼駅経由で松戸線の新津田沼駅 - 習志野駅間と京成本線・千葉線の船橋競馬場駅・谷津駅・京成大久保駅・実籾駅・京成幕張本郷駅・京成幕張駅・検見川駅の相互間を乗車する場合は両者運賃の合算額から20円の割引となる（各線ごとに10円ずつ割引）。
- 特定運賃
かつて以下の区間は上表に関係なく特定運賃が定められていたが、2023年（令和5年）3月18日に廃止された（金額は廃止直前のもの）[広報 23][広報 24]。
  - 京成津田沼駅 - 北習志野駅：168円（切符は170円）

#### 成田空港線
大人普通旅客運賃（成田空港線。小児半額・端数はICカード利用時は1円単位で切り捨て、切符購入時は10円単位で切り上げ）。2022年10月1日改定。成田空港線の運賃には鉄道駅バリアフリー料金は加算されない。括弧内は京成高砂 - 印旛日本医大の各駅間相互発着時。
| キロ程     | 運賃（円） | 運賃（円） | キロ程     | 運賃（円） | 運賃（円） |
| キロ程     | ICカード   | 切符購入   | キロ程     | ICカード   | 切符購入   |
| ---------- | ---------- | ---------- | ---------- | ---------- | ---------- |
| 初乗り3 km | 210 (188)  | 210 (190)  | 24 – 26 km | 796 (720)  | 800 (720)  |
| 4 – 5 km   | 314 (279)  | 320 (280)  | 27 – 29 km | 828 (768)  | 830 (770)  |
| 6 – 7 km   | 388 (330)  | 390 (330)  | 30 – 33 km | 859 (811)  | 860 (820)  |
| 8 – 9 km   | 462 (379)  | 470 (380)  | 34 – 37 km | 891        | 900        |
| 10 – 11 km | 524 (427)  | 530 (430)  | 38 – 41 km | 922        | 930        |
| 12 – 14 km | 597 (475)  | 600 (480)  | 42 – 45 km | 953        | 960        |
| 15 – 17 km | 660 (547)  | 660 (550)  | 46 – 49 km | 974        | 980        |
| 18 – 20 km | 712 (617)  | 720 (620)  | 50 – 52 km | 995        | 1000       |
| 21 – 23 km | 765 (667)  | 770 (670)  |            |            |            |

成田空港線（成田スカイアクセス線）にも別途運賃が定められており、成田空港線と他線の駅との間の運賃は乗車経路に応じて成田空港線の運賃額と他線の運賃を合算して算出する。京成高砂駅経由の場合は同駅で区切って、成田湯川駅以西各駅 - 空港第2ビル駅 - 京成成田駅以西各駅・東成田駅間の運賃については、京成本線と成田空港線との接続点 - 空港第2ビル駅間のキロ数（片道0.5 km）を含めず、接続点で区切って算出する。
京成高砂駅 - 空港第2ビル駅間では、経由路線と運賃が2種類（成田スカイアクセス経由と、京成本線経由）存在することになる。そのため、空港第2ビル駅と成田空港駅のホームを京成本線専用ホームと成田スカイアクセス専用ホームに分け、両駅の京成本線コンコースに中間改札を設置してルートの特定と運賃の算定を行っている。
空港第2ビル駅 - 成田空港駅間相互発着の運賃は160円（IC157円）となっている。
成田空港線において、京成は京成高砂駅 - 印旛日本医大駅の各駅相互間の乗車券を発売しない。詳細は「京成成田空港線」を参照。

#### 他事業者線との乗継割引
- 京成押上線（八広駅 - 京成曳舟駅）と押上駅経由で都営浅草線（本所吾妻橋駅 - 浅草駅）・東京メトロ半蔵門線（錦糸町駅 - 住吉駅）との間を乗車する場合は、各事業者大人運賃で10円（合計20円）の割引。
- 京成本線（日暮里駅 - 京成関屋駅）と町屋駅経由で東京メトロ千代田線（千駄木駅 - 綾瀬駅）・東京メトロ日比谷線（南千住駅）との間を乗車する場合は、各事業者大人運賃で10円（合計20円）の割引。
- 京成本線（お花茶屋駅 - 町屋駅）と京成関屋駅 - 牛田駅経由で東武スカイツリーライン（曳舟駅 - 五反野駅）との間を乗車する場合は、各事業者大人運賃で10円（合計20円）の割引。
- 京成本線（お花茶屋駅 - 江戸川駅）・押上線（京成立石駅）・金町線（全線）と京成高砂駅経由で北総線（新柴又駅）との間を乗車する場合は、各事業者大人運賃で10円（合計20円）の割引。
- 京成成田空港線（成田空港駅 - 成田湯川駅）と北総鉄道北総線（新柴又駅 - 印西牧の原駅のうち京成との共同使用駅でない駅）を印旛日本医大駅経由で乗車する場合、運賃額としては上掲の成田空港線の運賃が適用されるが、制度上は印旛日本医大駅で区切った両者の運賃を合算して乗継割引を適用した扱いとされる。

### 入場券
京成電鉄の特徴として、入場券の価格が駅によって異なることがある（松戸線を除き小児半額・端数は10円単位で切り上げ）。2024年3月16日改定。
| 駅名           | 入場券の料金（円） |
| -------------- | ------------------ |
| 下記以外の各駅 | 150                |
| 千原線各駅     | 200                |
| 松戸線各駅     | 170（小児同額）    |
| 成田湯川駅     | 210                |

### 研修所
宗吾参道駅の近くに京成研修所があり、乗務員の養成などの研修を行っている。自社の電車運転士の教習を行うほか、有料で他社の電車運転士の養成も受託しており、北総鉄道など京成グループの運転士も養成している。従って京成グループの運転士は一度他社（京成）の施設および電車と線路を使って教習を受けるということになる。自社で研修所を持たない鉄道会社も多いため、他社で教習を受けることは珍しくない。車掌や駅員も同様に現地で研修を実施している。
所内には3000形（2代）と3700形のシミュレータが存在する。
なお、以前は東葉高速鉄道の運転士養成も受託していたが、同社が委託先を変更したため、現在は受託していない。
また、ここ最近では舞浜リゾートラインのほかに島根県の一畑電車からも委託を受けて乗務員養成（車掌および運転士）を行っている（2016年7月時点で委託生は3人目）。

## 不動産事業
- 自社路線沿線を中心に住宅分譲を行っている（最近では公津の杜駅を中心とした公津の杜など）。
- 自社所有のビルの賃貸業も行っている（京成上野駅前の丸井（元・上野京成百貨店）など）。
- 時間貸駐車場（京成パーク）・時間貸駐輪場（京成サイクルパーク）・時間貸バイク駐車場（京成バイクパーク）や月極駐車場の運営も行なっている。

## 労働組合
有価証券報告書によれば、労働組合の状況は以下の通り。
| 名称             | 上部組織                 |
| ---------------- | ------------------------ |
| 京成電鉄労働組合 | 日本私鉄労働組合総連合会 |

## 主要グループ会社
主に千葉県を中心に、バスやタクシーなどの交通や観光関係の事業を展開しているグループ会社が多い。2003年10月1日にはバス事業が分社化されて京成バスとして発足した。このほか、流通業を営むコミュニティー京成ではスーパー銭湯「笑がおの湯」を千葉県内で1店舗展開している。
京成電鉄が筆頭株主であるオリエンタルランド（OLC）の株式時価総額が京成電鉄のそれを上回っているため、京成電鉄を買収することでオリエンタルランドの経営権を手にすることができることから、敵対的買収のリスクを抱えることを回避するため、買収防衛策を取り入れた。
なお、2005年7月になって東証2部上場の投資会社（バイアウト・ファンド）「プリヴェチューリッヒ企業再生グループ」（現・プリヴェ企業再生グループ）が筆頭株主となった。
2006年3月10日、OLCと京成電鉄は業務提携及び資本提携の強化を発表。また同関係を強固なものにするため、OLCは6日までに京成電鉄の普通株式を約1千万株（発行済み普通株式の約3.4%）取得したと発表した。これは、株式を持ち合うことにより上記のプリヴェなどによる企業から京成を経由してのOLCへの経営支配力を弱めることが目的とされている。

## 特記事項

### 「京成」を冠する駅名の扱い

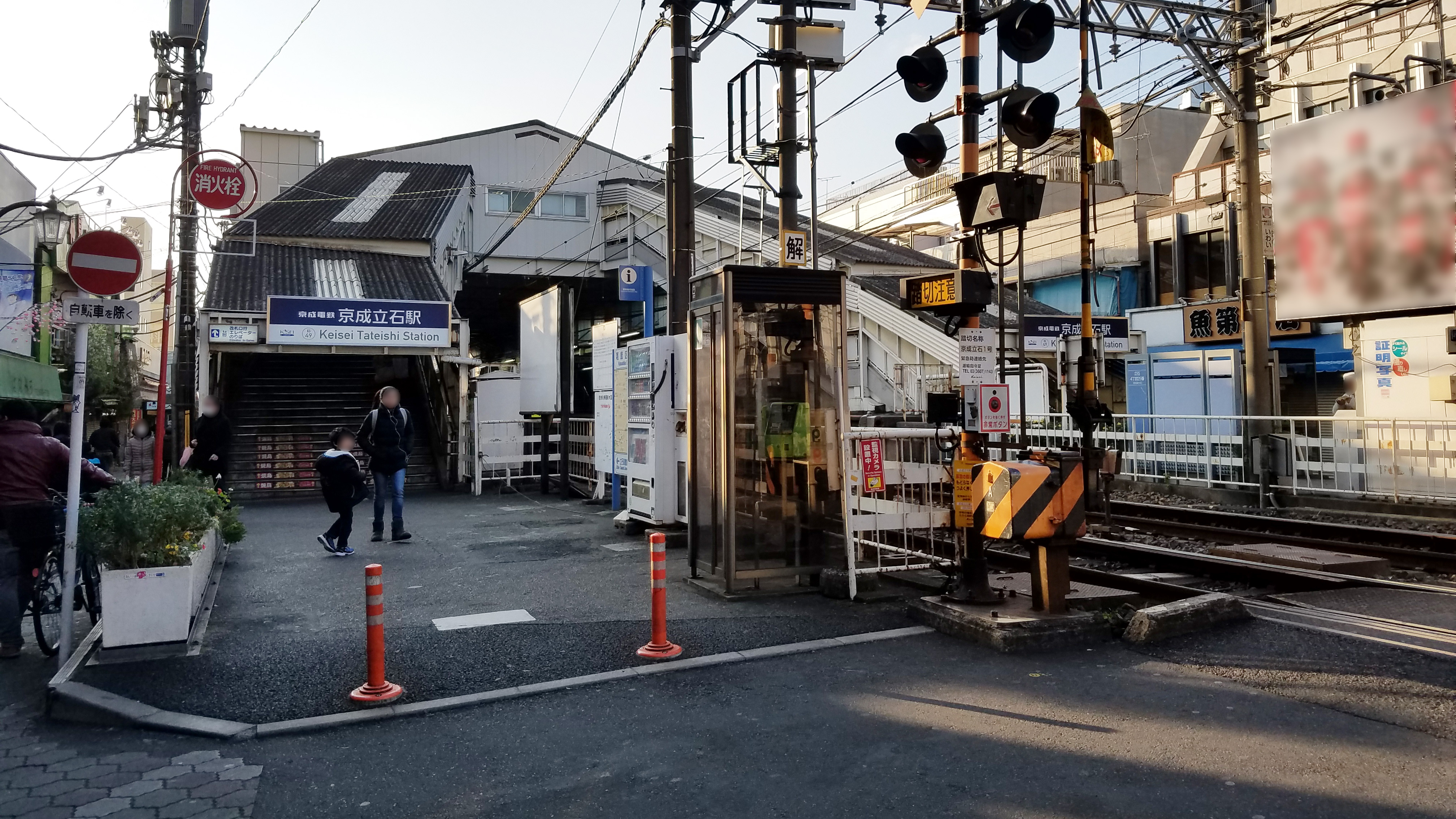
「京成電鉄京成立石駅」と記載された駅名看板

- 京成電鉄は、正式名称に自社略称を冠する駅（京成○○）が22駅あり、日本の鉄道会社の中でも多い。
  - 本線
上野・関屋・高砂・小岩・八幡・中山・西船・船橋・津田沼・大久保・大和田・臼井・佐倉・酒々井・成田
  - 押上線
曳舟・立石
  - 金町線
金町
  - 千葉線
幕張本郷・幕張・稲毛・千葉
- 京成電鉄では、長らく自社線内向けの案内（車内放送や駅名標・行先表示など）においては原則として「京成○○」（例：京成高砂・京成千葉）という正式駅名から「京成」を省略して案内してきた。
  - ただし一部例外があり、京成津田沼駅については以前より「京成津田沼」と駅名標や路線図に書かれていた（方向幕や駅・車両の案内表示器は新京成電鉄保有の車両を除き「津田沼」とだけ表示）。他にも、京成上野駅や京成曳舟駅、京成八幡駅の駅名標では「京成」が省略されていないが、車内放送などでは「京成」が省略されていた。
  - 乗り入れ先の他社路線でも、基本的に「京成」を省いて案内するが、扱いが異なる。
    - 京急や都営浅草線では、多くが「京成」を省いて案内しているが、駅の時刻表や路線図の一部では「京成」が冠されている場合がある。逆に、京成線内では「京急○○」から「京急」を省いて案内することもある（例：京急久里浜→久里浜）。
    - 北総鉄道では、駅名標や路線図では「京成」を省いているが、駅の案内放送や発車標では「京成」を冠して案内している（例：上野行きの場合「京成上野」と表示・案内される）。
- 2019年以降に更新・導入された路線図[79][80][81]や旅客向け案内では、それまでの「京成」省略を取りやめ、正式名称通り表記・呼称するように順次変更されており、他社局でも追随している。この方針転換後は、他社の社名を冠した駅名の省略も取りやめられた[注釈 24]。さらに、2020年3月29日より導入された車内自動放送でも、京成の省略は行われていない。
  - 駅入口の駅名表示では、かつては近くに同名駅がある場合（例：上野・船橋）に「京成」が冠され、無い場合（例：立石）は「京成」が冠されていなかった。2013年以降の新案内サインでは、同名駅が無い場合でも「京成」が冠される場合がある一方で、これまで「京成」が冠されていた駅の駅名標が「京成」を冠さない物に取り替えられる場合[注釈 25] があり、この法則は必ずしも当てはまらなくなっている。
  - 関屋・高砂・大和田・立石の各駅は、同名駅が同都県内ではないので混同される恐れはない。
  - 上野・八幡（本八幡）・船橋・成田・金町・幕張本郷・千葉の各駅は、同名（または括弧内）のJR、地下鉄、モノレールの駅と近接していて徒歩で乗り換えが可能である。これらの駅では近接駅との連絡運輸が実施されている（本八幡は地下鉄のみ）。
    - 幕張本郷は京成を冠さない日暮里・空港第2ビル・成田空港・東松戸などと同じく、JRの駅と完全に同一駅舎である。

  - 小岩・中山（下総中山）・西船（西船橋）・津田沼・佐倉・酒々井・曳舟・幕張・稲毛の各駅は、同名駅（または括弧内の駅）での他社線への乗り換えに時間がかかり、連絡運輸も実施されていない。徒歩5分から10分程度の距離にある西船・中山・曳舟・幕張・稲毛が振替輸送で使われる程度で、その他の駅については連絡はバスに頼らざるを得ないため、乗り換えに適さない。
  - 八幡はかつて「新八幡駅」という駅名で、隣駅に「八幡駅」があったが、1942年8月に八幡駅が新八幡駅に統合され、同年11月に新八幡駅が現在の京成八幡駅に改称している。
  - 臼井は、京成が相互直通運転を行なっている北総鉄道の白井駅と混同されないよう、同駅は長らく「うすい」と平仮名で表記してきたが、「京成」の省略を取りやめた掲示類では正式名称である「京成臼井」と表記されるようになった。

### 旅客向け案内
- 成田空港に関する詳細な案内がなされている。
  - 通勤用車両の車内には、成田空港を発着する各航空会社の一覧表が掲示されている。成田空港は航空会社などによって旅客ターミナルが異なり、第2・第3ターミナルは空港第2ビル駅、第1ターミナルは成田空港駅と、それぞれ下車駅が違うため、混乱を防ぐために貼付されたものである。
- スカイライナーでは日本語・英語での自動放送が導入され、2006年4月29日より一部の特急列車でも、英語の簡易自動放送が行われている。
- 2010年7月に成田スカイアクセス線開業と同時に駅の案内サインの更新も行われ、4か国語（日・英・中（簡体または繁体）・韓）の案内表示の更新、ユニバーサルデザインのピクトグラムの導入が行われた。英語での案内放送が導入されている駅もある。
- 2020年3月29日より、タブレット端末を使った車内自動放送を全線で開始した[82]。車掌が車両の放送装置と接続したタブレットを操作して放送を流す。この放送は、乗り入れ他社の車両でも流せるようになっている。

### 列車および車両

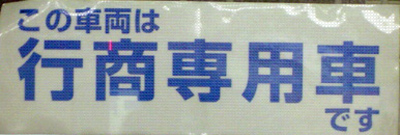
かつて行商専用車運行時のみ窓に貼付されたステッカー（2005年10月）

- 原則として、運転士と車掌が同一行路でペアを組み乗務する。
- 京成電鉄では行商人のために2013年3月29日まで「行商専用車」を運転していた。かつては行商専用列車が数往復していて、一部に押上駅発着もあったが、末期は上り普通列車1本（第732列車、7:46芝山千代田駅発・9:52京成上野駅着[83]）のみで、6両編成の最後尾の1両を専用車に充て、この車両には一般の旅客は乗車できなかった。ただし、稀に行商組合で定められた休日のみ、当該時刻の列車であっても一般客に開放された。運用は6両固定全てが入り、最新の3000形も「行商専用車」の札を横窓に下げ、5両目と6両目の間の貫通扉にも札を下げていた。
- 2005年5月より平日上りの通勤特急の成田寄り1両に女性専用車を設定した。

### 鉄道施設内の商業撮影
京成電鉄は日本の鉄道事業者で初めて映画やテレビ番組・CMのロケーション撮影を鉄道施設内で行うことを認めた会社である。その後、京王電鉄や関連会社の北総鉄道でも実施され、同社の方が登場機会が多くなった。

### 元官僚などとの関係
経営危機に陥った1970年代後半に、運輸省（現・国土交通省）出身の佐藤光夫が社長に、日本興業銀行出身の村田倉夫が副社長にそれぞれ外部招聘で就任。それ以来ごく最近まで運輸省のOBや銀行出身者が経営に参画し、事実上の国家管理・銀行管理となっていた（厳密には国家管理・銀行管理ではない）。これは、不動産投資の失敗や石油ショック後の不況、成田空港関連の先行投資負担（及び開港の遅れによる損失）が重なって破綻寸前に追い込まれたためである。上野の京成百貨店が撤退したことや谷津遊園を閉園したのもこの影響である。佐藤・村田のリーダーシップの下で京成はなりふり構わぬ徹底した経営再建を推し進め、その努力は1989年度の累積赤字一掃・復配により結実した。

### 広報誌
京成電鉄では広報小冊子『京成らいん』を毎月発行しており、京成電鉄各路線全駅の専用スタンドや都営地下鉄及び京急線の主要駅、2019年度からは同じ空港アクセス輸送を担う南海の駅に置かれている。1951年に『京成文化』という題名で創刊、その後1969年1月号に『京成ライン』に改称、2002年4月号から「京成らいん」と改題。当初は有料で販売していた が、現在は無料配布している。2008年2・3月号で通巻第600号を数えている。沿線案内や京成グループ各社のPRだけではなく、京成沿線にゆかりのある有名人・文化人などのインタビューコーナーもある。また、2015年12・2016年1月号では近鉄との間で初詣スポットの相互PR記事が掲載された（京成側は近鉄の広報誌『近鉄ニュース』2016年1月号で成田山新勝寺を紹介した）。なお、京成電鉄ホームページからも最新号およびバックナンバー（ただし過去7号まで）をFLASH形式で閲覧することができる。

### 競馬
中央競馬では、三大都市圏の5場において観客輸送を担う鉄道事業者が特別競走に賞を出しているが、京成も中山競馬場の観客輸送をJR東日本とともに担っているため、京成杯と京成杯オータムハンデキャップ（共にGIII競走）に社杯を提供している。中山競馬場の最寄り駅は東中山駅である。特に皐月賞・有馬記念といったGI競走の時は特急が臨時停車することもある。
一方、地方競馬の船橋競馬場では1997年に南関東重賞（G3）「京成盃グランドマイラーズ」を創設、社杯提供を受け冠名が取られた。2006年のみ「京成盃スカイライナースプリント」という競走名で施行されたが、翌2007年より競走名を「京成盃グランドマイラーズ」に戻され、2025年より南関東SI競走として施行されている。船橋競馬場の最寄り駅は船橋競馬場駅である。船橋競馬においても休日開催などで多客となった時には特急が臨時停車することもある。

### スマートフォン向けアプリ
2019年3月26日より、スマートフォン向けアプリ「京成アプリ」の配信を開始した。同時に首都圏の鉄道会社の公式スマートフォンアプリの列車走行位置・時刻表機能の連携に参加している。さらに、同年5月20日13時からは新京成電鉄が運用している「新京成アプリ」との列車走行位置機能の連携を開始した。

## 提携など

### 輸送関係
- オリエンタルランド - 京成電鉄沿線における新規事業展開や東京ディズニーリゾートへのゲスト輸送力のさらなる拡大、その他両社グループ会社双方の協力による事業展開を模索する業務提携。
- 近畿日本ツーリスト - 京成電鉄側は、子会社京成トラベルにおいて近畿日本ツーリストの旅行商品を主要商品と位置づけ、同商品の増売に取り組んでいる。近畿日本ツーリスト側は、主に京成電鉄の成田空港アクセスにおいて鉄道・バス・タクシーの利用促進を図る施策を検討している。
- ちばグリーンバス - 佐倉市などを含む連携で京成各駅との往復乗車券に佐倉市内のバス・貸自転車を組み合わせた商品を発売[広報 30]。
- 京成沿線のさらなる活性化にむけ、葛飾区や八千代市、酒々井町と連携して、街の活性化に努めている。

### 京成カード（自社発行のクレジットカード）関係
- オリエントコーポレーション - 京成カード（オリコ）の発行および業務に関しての提携を行っている。
- 三菱UFJニコス - 京成カード（MUFG）の発行および業務に関しての提携を行っている。
- 千葉銀行 - 千葉銀行の取引実績により発生するポイント「リーフポイント」を京成カードのポイントサービス「京成グループポイント」に、交換することができる業務提携をしている。
- 三井住友信託銀行 - 京成カード所有者に対して、三井住友信託銀行の取引実績により「京成グループポイント」が発生するほか、住宅ローン金利優遇特典を提供する業務提携をしている。
- 楽天 - 「京成グループポイント」を「楽天スーパーポイント」に交換することができる業務提携をしている。